# Lauchhammer
Lauchhammer (niedersorbisch Łuchow) ist eine Stadt im Süden Brandenburgs im Landkreis Oberspreewald-Lausitz. Sie entstand 1950 als Großgemeinde aus dem Zusammenschluss der Gemeinden Bockwitz, Lauchhammer, Mückenberg und Dolsthaida. Sowohl die Stadt selbst als auch die nähere Umgebung sind durch langjährige Bergbau- und Industrietätigkeit geprägt. Bereits 1725 wurde ein Raseneisenwerk auf Holzkohle- und Torfbasis an den Lauchteichen gebaut; dieser Hammer im Lauch gab der Stadt ihren heutigen Namen.

## Geografie

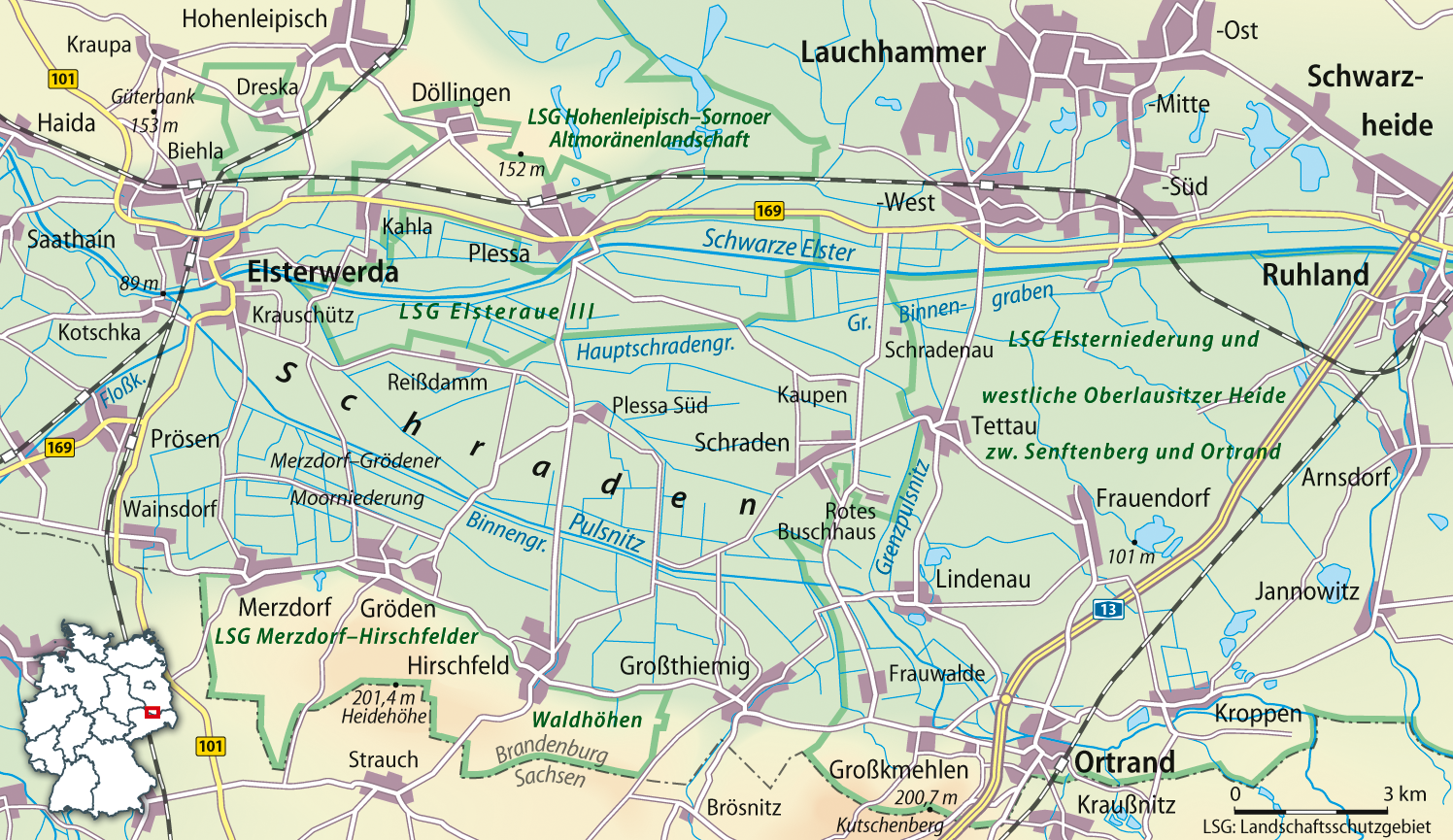
Lage Lauchhammers am Schraden

### Geografische Lage
Die Stadt wird heute zur Niederlausitz gezählt, gehörte aber mit all ihren ehemaligen Ortsteilen historisch bzw. politisch nie zu ihr. Lauchhammer befindet sich 45 Kilometer nördlich von Dresden. Cottbus ist rund 50 Kilometer entfernt. Die Entfernung zur Sängerstadt Finsterwalde beträgt etwa 20 Kilometer. Die Höhenlage reicht von 94 bis 160 m über NHN.
Die Stadt liegt an der Schwarzen Elster, einem Nebenfluss der Elbe. 

### Stadtgebiet

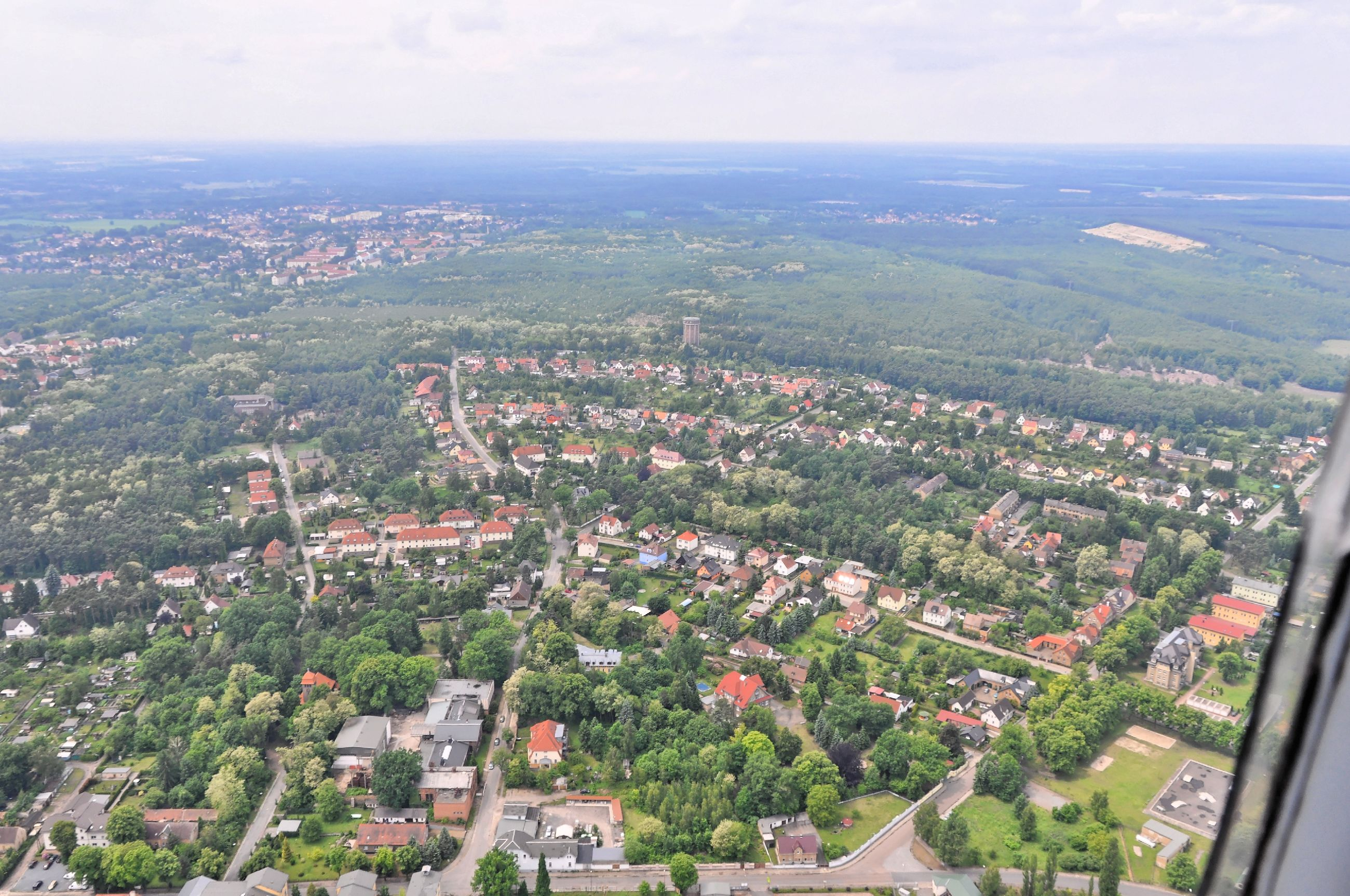
Luftbild der Stadt, im Vordergrund Lauchhammer-Ost, oben links Lauchhammer-Mitte, oben rechts Kleinleipisch

Durch zahlreiche Eingemeindungen erstreckt sich das Stadtgebiet über mehr als 88 Quadratkilometer.
Zwischen den einzelnen Stadt- und Ortsteilen liegt eine Vielzahl großer Wald- und Wiesenflächen. Durch den Braunkohleabbau befinden sich sowohl im Stadtgebiet als auch außerhalb der Stadt zahlreiche Bergbaufolgelandschaften. Diese bestimmen weitgehend das Erscheinungsbild des Umlands der Stadt. Im Ortsteil Grünewalde liegt das Naherholungsgebiet Grünewalder Lauch. Der See wurde 1981 als ehemaliges Tagebaurestloch aufgefüllt und hat sich in den letzten Jahren zu einem bedeutenden Naherholungsgebiet entwickelt.
Neben dem Grünewalder Lauch gibt es drei weitere Teiche: den Wolschinkateich, den Kuthteich und den Wehlenteich. Die beiden letzteren befinden sich in der auch als Grüne Mitte bezeichneten 16 ha großen Wald- und Wiesenfläche zwischen Lauchhammer-Mitte und Lauchhammer-Süd.

### Nachbargemeinden
Die Stadt Lauchhammer grenzt an folgende Städte und Gemeinden:
| Gliederung | Name                    | Grenze | Landkreis |
| ---------- | ----------------------- | ------ | --------- |
| Gemeinde   | Gorden-Staupitz         | NW     | EE        |
| Stadt      | Finsterwalde            | N      | EE        |
| Gemeinde   | Lichterfeld-Schacksdorf | N      | EE        |
| Gemeinde   | Schipkau                | NO     | OSL       |
| Stadt      | Schwarzheide            | O      | OSL       |
| Stadt      | Ruhland                 | SO     | OSL       |
| Gemeinde   | Frauendorf              | S      | OSL       |
| Gemeinde   | Tettau                  | S      | OSL       |
| Gemeinde   | Schraden                | SW     | EE        |
| Gemeinde   | Plessa                  | W      | EE        |
| Gemeinde   | Hohenleipisch           | W      | EE        |

## Stadtgliederung

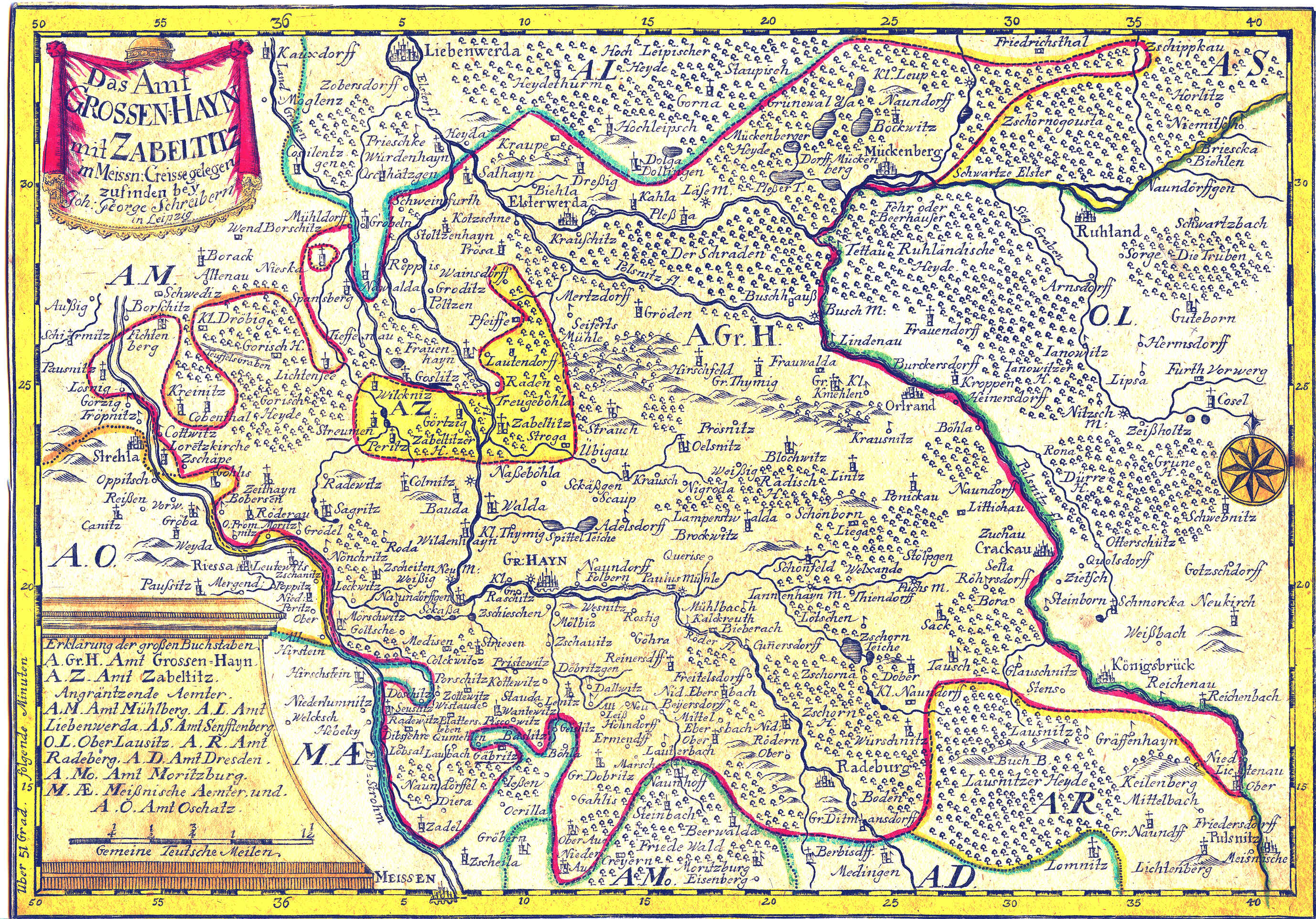
Mückenberg, Bockwitz und Grünewalde, heutiges Lauchhammer im Nordosten des Amtes Hayn, zur Zeit des Kurfürstentums von Sachsen

Die Kernstadt Lauchhammer gliedert sich in die vier bewohnten Gemeindeteile Lauchhammer-Mitte (ehemals Bockwitz), Lauchhammer-Ost (ehemals Lauchhammer und Naundorf), Lauchhammer-Süd (ehemals Dolsthaida) und Lauchhammer-West (ehemals Mückenberg) sowie die Wohnplätze Bärhaus, Mittelhammer, Unterhammer und Waldesruh.
Des Weiteren gehören zu Lauchhammer folgende Ortsteile:
- Grünewalde mit den Wohnplätzen Koyne und Welkmühle
- Kleinleipisch
- Kostebrau

## Geschichte

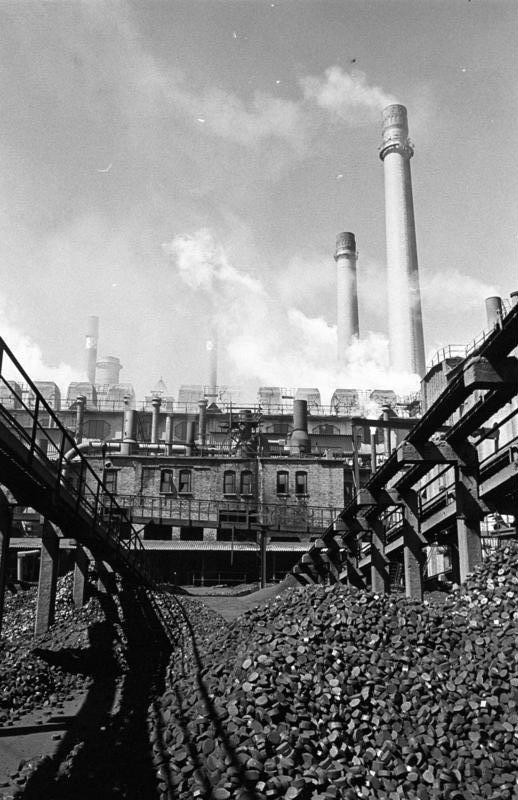
Stillgelegte Brikettfabrik des VEB Braunkohlenveredelung, 1990

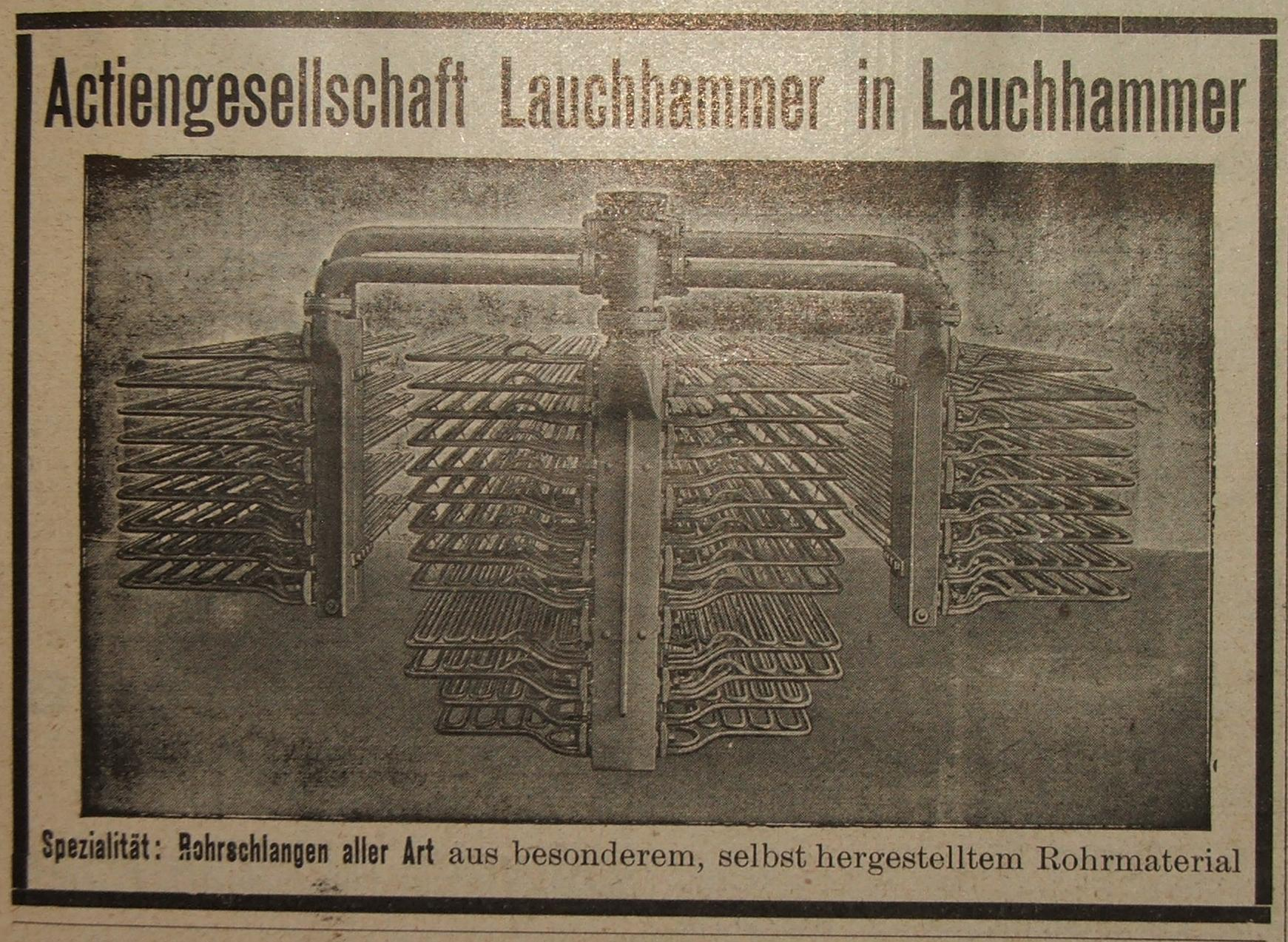
Werbung der Lauchhammer AG von 1913 für Rohrleitungen

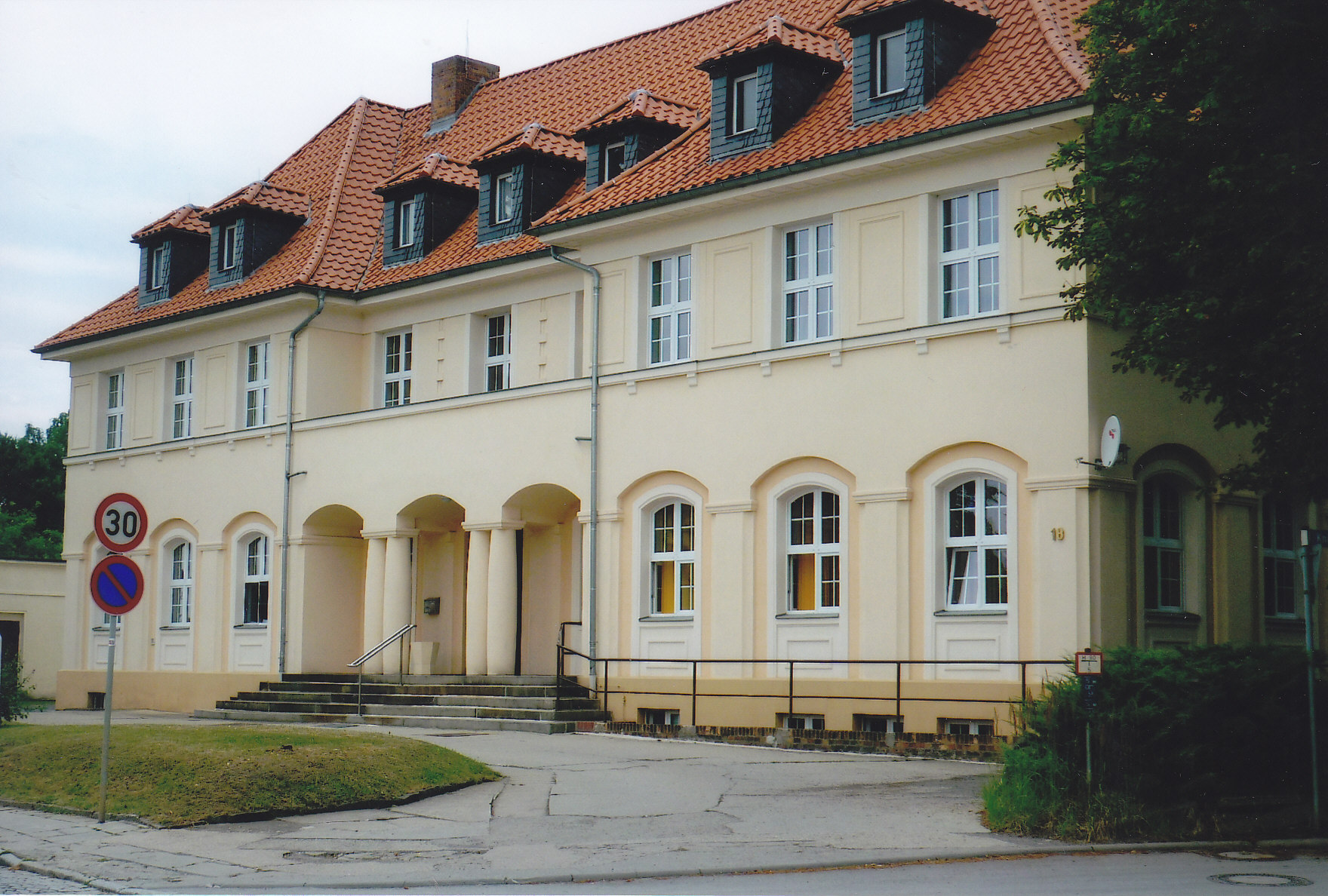
Ehemalige Private Oberschule in Lauchhammer, heutige Nutzung als Ärztehaus

Das heutige Lauchhammer entstand am 1. Juli 1950 als Großgemeinde aus dem Zusammenschluss der Gemeinden Bockwitz, Lauchhammer, Mückenberg und Dolsthaida. Lauchhammer ist eine vergleichsweise junge Stadt und erhielt das Stadtrecht erst am 5. Juli 1953.
Von seiner Eingemeindung im Jahr 1974 bis zur Umwidmung im September 2014 wurde der Ortsteil Kleinleipisch als fünfter Stadtteil unter dem Namen Lauchhammer-Nord geführt. Im Jahr 1993 wurden die Dörfer Kostebrau und Grünewalde als neue Ortsteile in die Stadt eingemeindet.
Lauchhammer zählt mit seiner langen Bergbautradition zu den ältesten Industriestandorten des Landes Brandenburg. Die Industriegeschichte im Gebiet der jetzigen Stadt begann bereits 1725 mit dem Bau eines Raseneisenwerkes auf Holzkohle- und Torfbasis bei einer abgelegenen Mühle. Dieses an den Lauchteichen gelegene Werk – der Hammer im Lauch – gab der Stadt ihren heutigen Namen.
Am 17. Juli 1725 erteilte der sächsische Kurfürst August der Starke der Freifrau von Löwendal das Privileg zur Errichtung eines Eisenhammerwerkes in Lauchhammer mit einem Hochofen und einer kleinen Gießerei. Nach dem Tod der Gründerin im Jahr 1776 ging es in den Besitz ihres Patenkindes, des Grafen Detlev Carl von Einsiedel, über. 1784 entstand eine Kunstgießerei, 1785 wurde mit dem Emaillieren eiserner Geschirre begonnen.
1789 wurde bei Bockwitz – dem heutigen Lauchhammer-Mitte – das erste Kohleflöz angebohrt. Dies ist auch der erste schriftliche Hinweis auf die Niederlausitzer Braunkohle. Seit Mitte des 19. Jahrhunderts entstanden zahlreiche Kohlengruben, unter anderem die Grube Milly. Um das Jahr 1900 setzte eine verstärkte Industrialisierung des heutigen Stadtgebietes ein. In diesem Jahr wurde auch die Braunkohlen- und Brikett-Industrie Aktiengesellschaft (BUBIAG) gegründet. In der Folgezeit entstanden im Bergbau und in der verarbeitenden Industrie zahlreiche Arbeitsplätze. Dies führte zu einem verstärkten Wachstum der Einwohnerzahl und zur Gründung neuer Wohngebiete. Ab 1906 setzte die Bubiag ein erstes Siedlungsprogramm für die Arbeiter und ihre Familien um. 1919 wurde der heute unter Denkmalschutz stehende Grundhof errichtet.

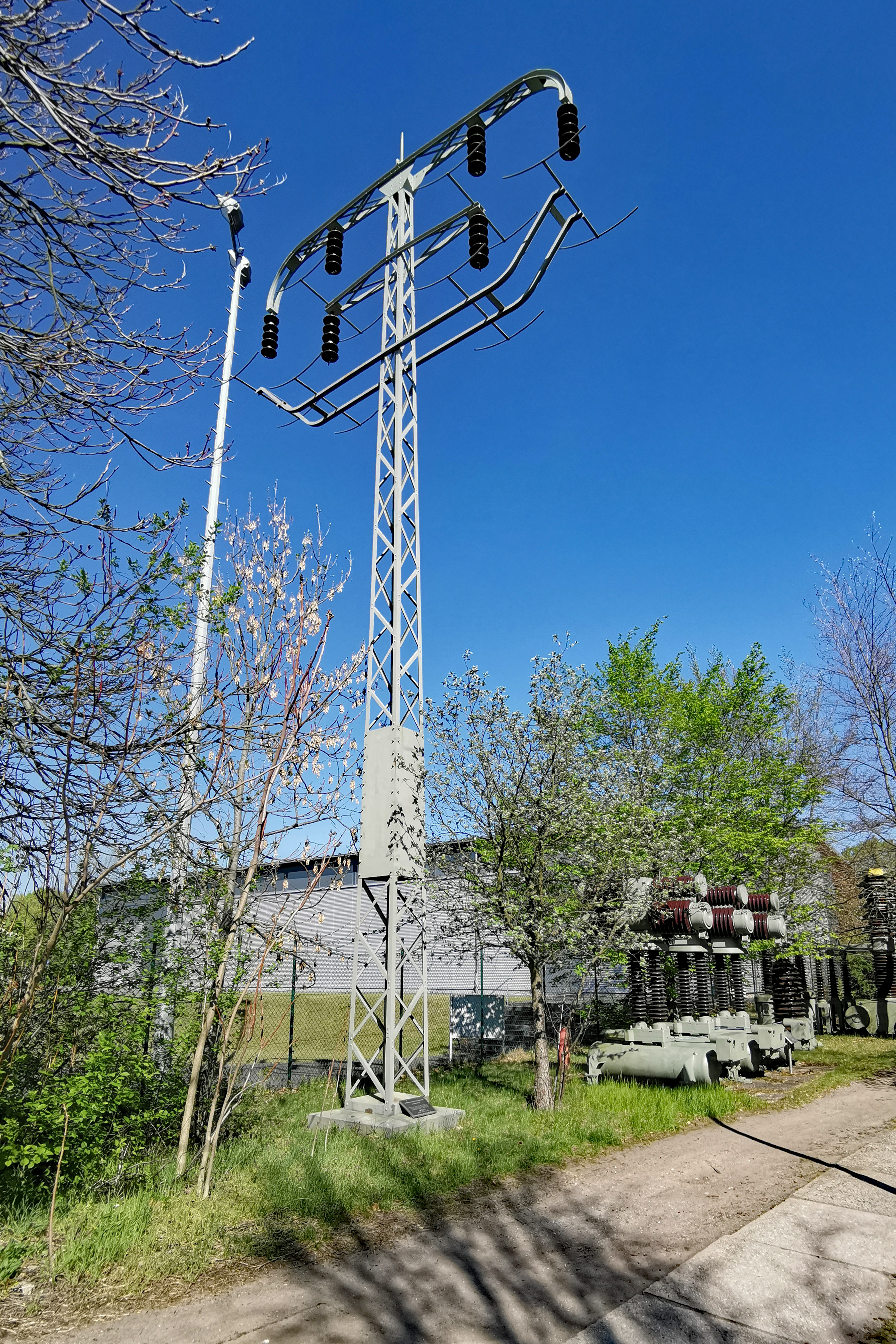
Mast der ersten Hochspannungsleitung mit über 100 kV in Europa

1912 wurde zwischen Lauchhammer und Gröba bei Riesa die erste Hochspannungsleitung Europas (110 kV) gebaut.
Ab 1898 wurden in der ersten Brikettfabrik Briketts produziert. Insgesamt standen in der Stadt acht Brikettfabriken und eine Kokerei. In der Kokerei Lauchhammer gelang 1952 der weltweit erste Versuch, aus Braunkohle hüttenfähigen Koks (Braunkohlenhochtemperaturkoks) herzustellen. 1993 wurde die letzte Fabrik stillgelegt.
Einen Beleg für den früheren Braunkohleabbau stellt das imposante Bauwerk der Abraumförderbrücke F60 (Baureihe der größten beweglichen Arbeitsmaschinen der Welt) bei Lichterfeld dar. Sie wurde im Schwermaschinenbau Lauchhammerwerk der TAKRAF hergestellt.
Lauchhammer gilt auch als Stadt des Kunstgusses. Er hat ebenfalls eine sehr lange Tradition in der Stadt. Der erste Eisenkunstguss wurde 1784 durchgeführt. In der Stadt wird auch heute noch eine Kunst- und Glockengießerei betrieben.
Seit 1880 werden in Lauchhammer Badewannen hergestellt. Zwischen 1968, als eine neue Badewannengießerei errichtet wurde, und 1989 wurden sämtliche Badewannen für den DDR-Markt im Werk Lauchhammer gefertigt. Während die Wannen bis Mitte der 1990er Jahre noch aus Gusseisen bestanden, wird heute das wesentlich leichtere Acryl benutzt.
In Verbindung mit Orkan Kyrill zog am 18. Januar 2007 ein Tornado der Stärke F3 auf der Fujita-Skala durch die Stadtteile Lauchhammer-West und Lauchhammer-Süd. Durch das Ereignis wurden viele Gebäude schwer beschädigt, Bäume wurden entwurzelt oder abgeknickt. Insgesamt verursachte der Tornado einen Schaden von etwa 2 Millionen Euro.
Am 25. Mai 2009 erhielt die Stadt den von der Bundesregierung verliehenen Titel „Ort der Vielfalt“.
Lauchhammer und die später eingegliederten Gemeinden gehörten seit 1817 zum Kreis Liebenwerda in der preußischen Provinz Sachsen (ab 1947 im neu gegründeten Land Sachsen-Anhalt). Im Jahr 1952 kam die Stadt zum Kreis Senftenberg im DDR-Bezirk Cottbus (1990–1993 im Land Brandenburg). Seit der Kreisreform 1993 liegt sie im Landkreis Oberspreewald-Lausitz. Die Zuordnung Lauchhammers zur alten Provinz Sachsen bzw. zum Kreis Liebenwerda, spiegelt sich noch heute in der Zugehörigkeit zur Evangelischen Kirche in Mitteldeutschland bzw. zu dem Bistum Magdeburg wieder.

## Bevölkerungsentwicklung
| Jahr | Einwohner |
| ---- | --------- |
| 1875 | 0 –       |
| 1890 | 0.530     |
| 1910 | 0.741     |
| 1925 | 4.088     |
| 1933 | 4.333     |
| 1939 | 5.179     |

| Jahr | Einwohner |
| ---- | --------- |
| 1946 | 06.401    |
| 1950 | 22.012    |
| 1964 | 28.024    |
| 1971 | 27.420    |
| 1981 | 24.497    |
| 1985 | 24.295    |

| Jahr | Einwohner |
| ---- | --------- |
| 1990 | 22.768    |
| 1995 | 23.948    |
| 2000 | 20.769    |
| 2005 | 18.697    |
| 2010 | 16.956    |
| 2015 | 15.084    |

| Jahr | Einwohner |
| ---- | --------- |
| 2020 | 14.070    |
| 2021 | 13.930    |
| 2022 | 14.443    |
| 2023 | 14.264    |
| 2024 | 14.042    |

Gebietsstand des jeweiligen Jahres, Einwohnerzahl: Stand 31. Dezember (ab 1991), von 2011 bis 2021 auf Basis des Zensus 2011, ab 2022 auf Basis des Zensus 2022

## Politik

### Stadtverordnetenversammlung
Die Stadtverordnetenversammlung von Lauchhammer besteht aus 22 Stadtverordneten und dem hauptamtlichen Bürgermeister. Die Kommunalwahl am 9. Juni 2024 führte bei einer Wahlbeteiligung von 61,2 % zu folgendem Ergebnis:
| Partei / Wählergruppe                | Ergebnis 2024 | Sitze 2024 |        | Ergebnis 2019 | Sitze 2019 |
| ------------------------------------ | ------------- | ---------- | ------ | ------------- | ---------- |
| Pro Lauchhammer                      | 33,8 %        | 7          | 29,8 % | 7             |            |
| AfD                                  | 28,5 %        | 6          | 17,1 % | 4             |            |
| CDU                                  | 13,8 %        | 3          | 14,0 % | 3             |            |
| Die Linke                            | 10,9 %        | 2          | 13,4 % | 3             |            |
| Die Heimat (bis 2023 NPD)            | 04,2 %        | 1          | 02,7 % | 1             |            |
| Bündnis 90/Die Grünen                | 02,7 %        | 1          | –      | –             |            |
| FDP                                  | 02,5 %        | 1          | 01,9 % | –             |            |
| Einzelbewerber Paul Fischer          | 02,2 %        | 1          | –      | –             |            |
| Wählergruppe Hurraß                  | 01,4 %        | –          | –      | –             |            |
| SPD                                  | –             | –          | 08,6 % | 2             |            |
| Verein der Selbständigen Lauchhammer | –             | –          | 05,6 % | 1             |            |
| Alternatives Bürgerforum Lauchhammer | –             | –          | 05,3 % | 1             |            |
| Lauchhammer PUR                      | –             | –          | 01,5 % | –             |            |

### Bürgermeister
- 1953–1966: Max Baer, seit 1945 Bürgermeister von Bockwitz, seit 1950 Bürgermeister der Großgemeinde Lauchhammer und seit 1953 erster Stadtbürgermeister
- 1966–1989: Werner Pohl
- 1989–1990: Reinhard Piskol (PDS)
- 1990–1992: Christian Häntzka (CDU)
- 1992–1994: Wolfgang Conrad
- 1994–2002: Rainer Schramm (parteilos)
- 2002–2010: Elisabeth Mühlpforte (parteilos)[10]
- 2010–2021: Roland Pohlenz (parteilos)[11]
- seit 2021: Mirko Buhr (Pro Lauchhammer)

Pohlenz war 2018 für eine weitere Amtszeit bis 2026 gewählt worden. Er bat 2021 mit Erreichen des Rentenalters um eine vorzeitige Versetzung in den Ruhestand.
Mirko Buhr wurde in der Bürgermeisterwahl am 26. September 2021 mit 51,1 % der gültigen Stimmen für eine Amtszeit von acht Jahren zu seinem Nachfolger gewählt.

### Wappen
Das erste Stadtwappen wurde im Frühjahr 1953 vom Rat der Stadt Lauchhammer genehmigt. Das Wappen zeigte einen schwarzen Hammer in einem roten Kreis und einen schwarzen Brikettstein auf goldenem Schild, vor einem blauen Tuch. Darüber waren zwei Ähren zu sehen.
Der Hammer stand für das Eisenwerk, der Brikettstein für den Braunkohlenbergbau, die Ähren für die Bedeutung der Landwirtschaft für die Stadt. Das blaue Tuch stand in Beziehung zum gelben Schild und sollte gleichzeitig Jugend und Friedenskampf symbolisieren.
Nach der politischen Wende sollte ein neues Wappen entworfen werden. Bürgermeister Christian Häntzka beauftragte damit Bürger der Stadt. Das neue Wappen, zunächst noch mit einer Krone versehen, wurde von Rudolf Armer entworfen und nach Beschlussfassung der Stadtverordnetenversammlung am 3. Juni 1992 verbindlich genehmigt. Eine geänderte Version ohne Krone ist seit dem 24. Oktober 2001 genehmigt.
| Wappen von Lauchhammer | Blasonierung: „In einem geteilten und oben gespaltenen Schild vorn in Rot einen links-gewendeten, hersehenden silbernen Löwen (Leopard), hinten in Grün einen wachsenden natürlichen Eremiten in silberner Kutte, in der Linken einen goldenen Rosenkranz, in der Rechten eine silberne Grabhacke mit natürlichem Stil haltend, begleitet beiderseits von drei goldenen Ähren. Im unteren goldenen Feld befindet sich ein schwarzes Hammerwerk.“ |
| Wappen von Lauchhammer | Wappenbegründung: Der Löwe ist ein Symbol für das die Stadt prägende Geschlecht derer von Löwendahl, der Einsiedler steht für das Geschlecht der Grafen von Einsiedel. Die den Einsiedler umringenden Ähren versinnbildlichen die Landwirtschaft, das Hammerwerk steht für die Bedeutung der verschiedenen Eisenwerke der Stadt. |

### Städtepartnerschaften
Lauchhammer unterhält eine Städtepartnerschaft mit der rumänischen Stadt Târgu Jiu.

## Sehenswürdigkeiten und Kultur
In der Liste der Baudenkmale in Lauchhammer und in der Liste der Bodendenkmale in Lauchhammer stehen die in der Denkmalliste des Landes Brandenburg eingetragenen Denkmale.

### Kirchen

#### Nikolaikirche

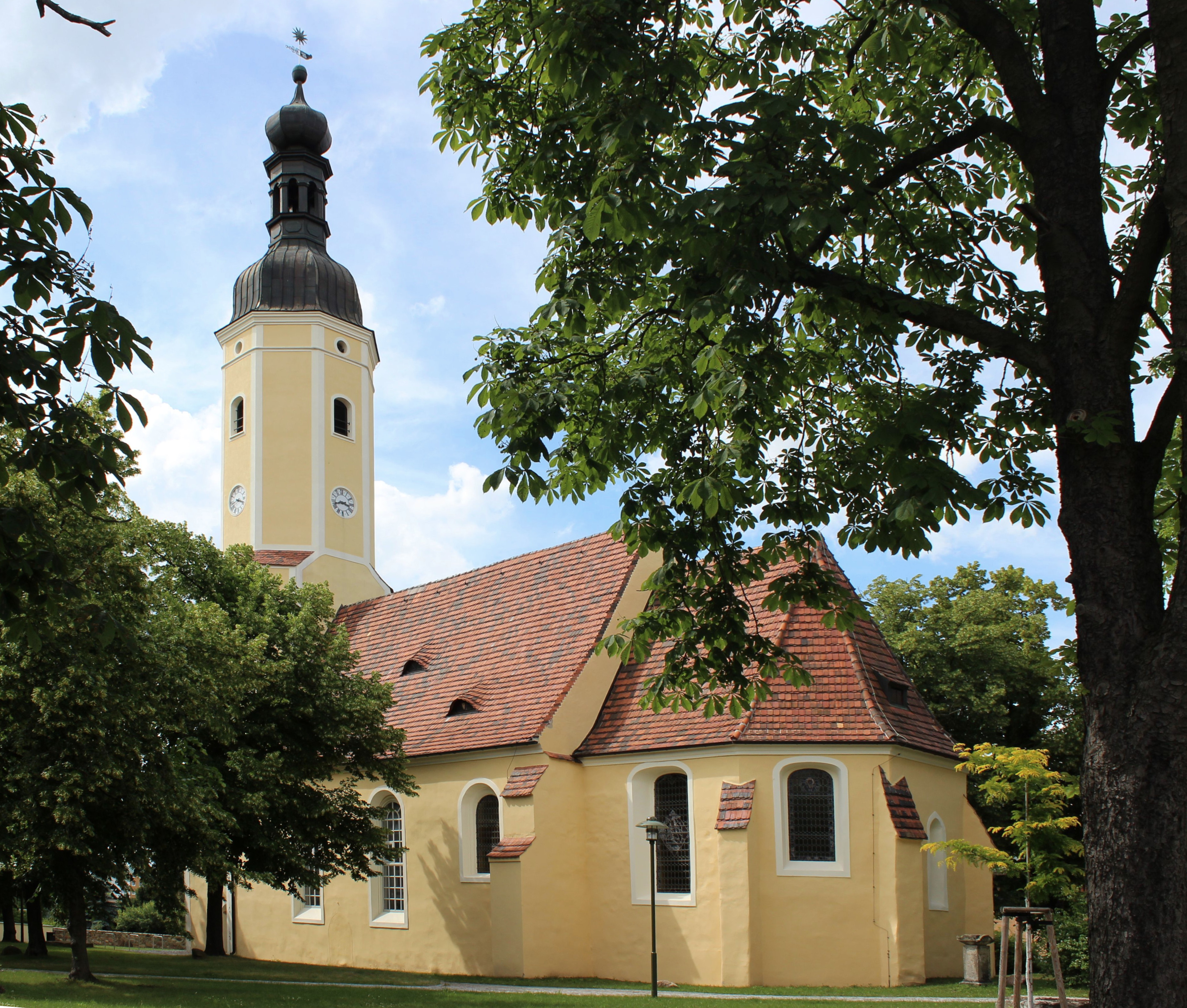
Nikolaikirche

Die evangelische Nikolaikirche ist in Lauchhammer-Mitte zu finden. Die Kirche wurde im Jahr 1428 erbaut, zwei Vorgängerbauten aus Holz konnten nachgewiesen werden. Bei der Kirche handelt es sich um einen gotischen Saalbau mit eingezogenen Chor und Turm. Im zweiten Viertel des 18. Jahrhunderts wurde die Kirche im barocken Stil umgebaut.

#### Christus-König-Kirche

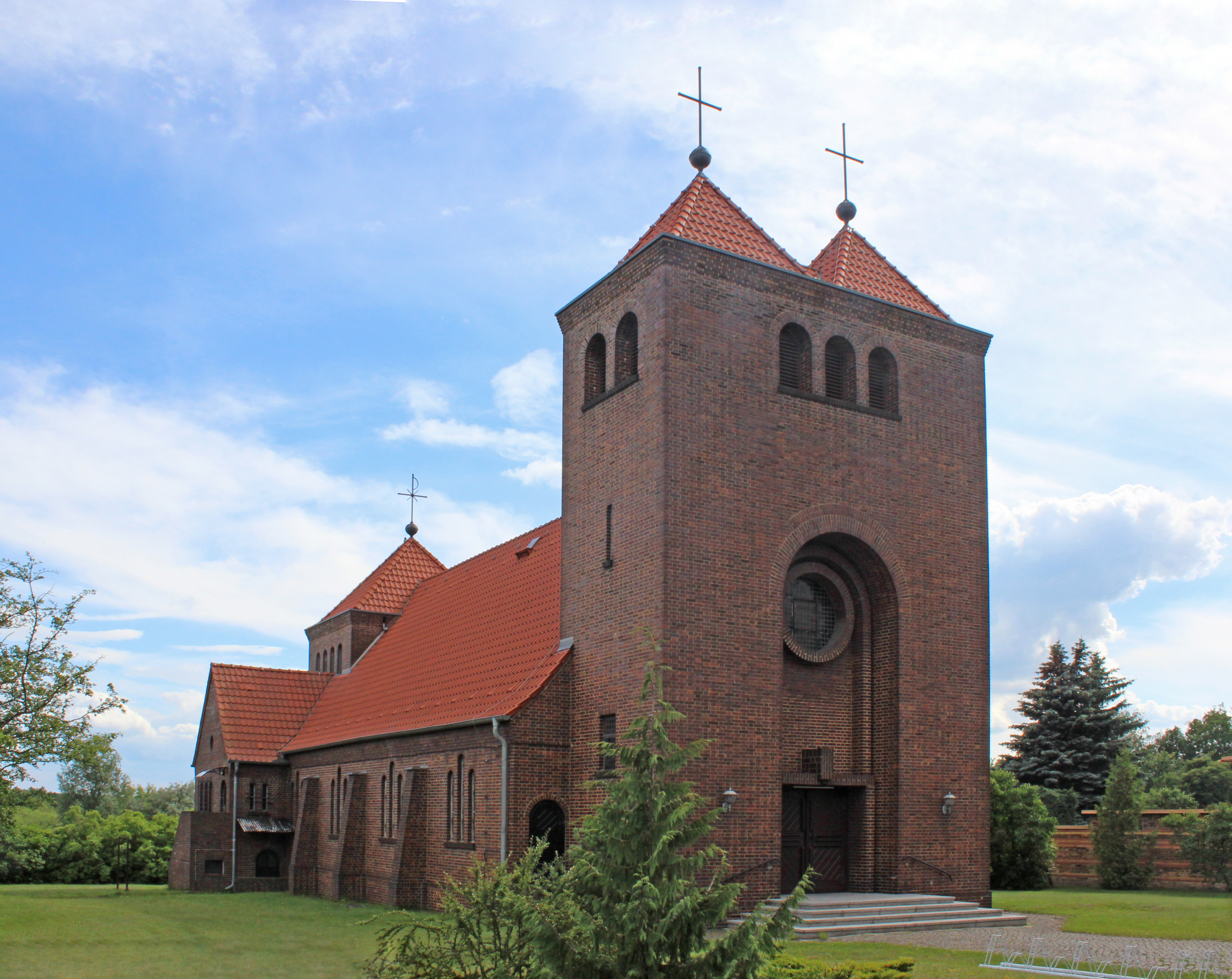
Christus-König-Kirche

Die katholische Christus-König-Kirche ist ebenfalls in Lauchhammer-Mitte zu finden. Errichtet wurde die Kirche in den Jahren 1935 Ersatzneubau für die kleinere aus dem Jahr 1908 stammende St.-Josefs-Kapelle. Die Saalkirche mit Satteldach entstand nach Entwürfen des Architekten Johannes Reuter.

#### Friedensgedächtniskirche

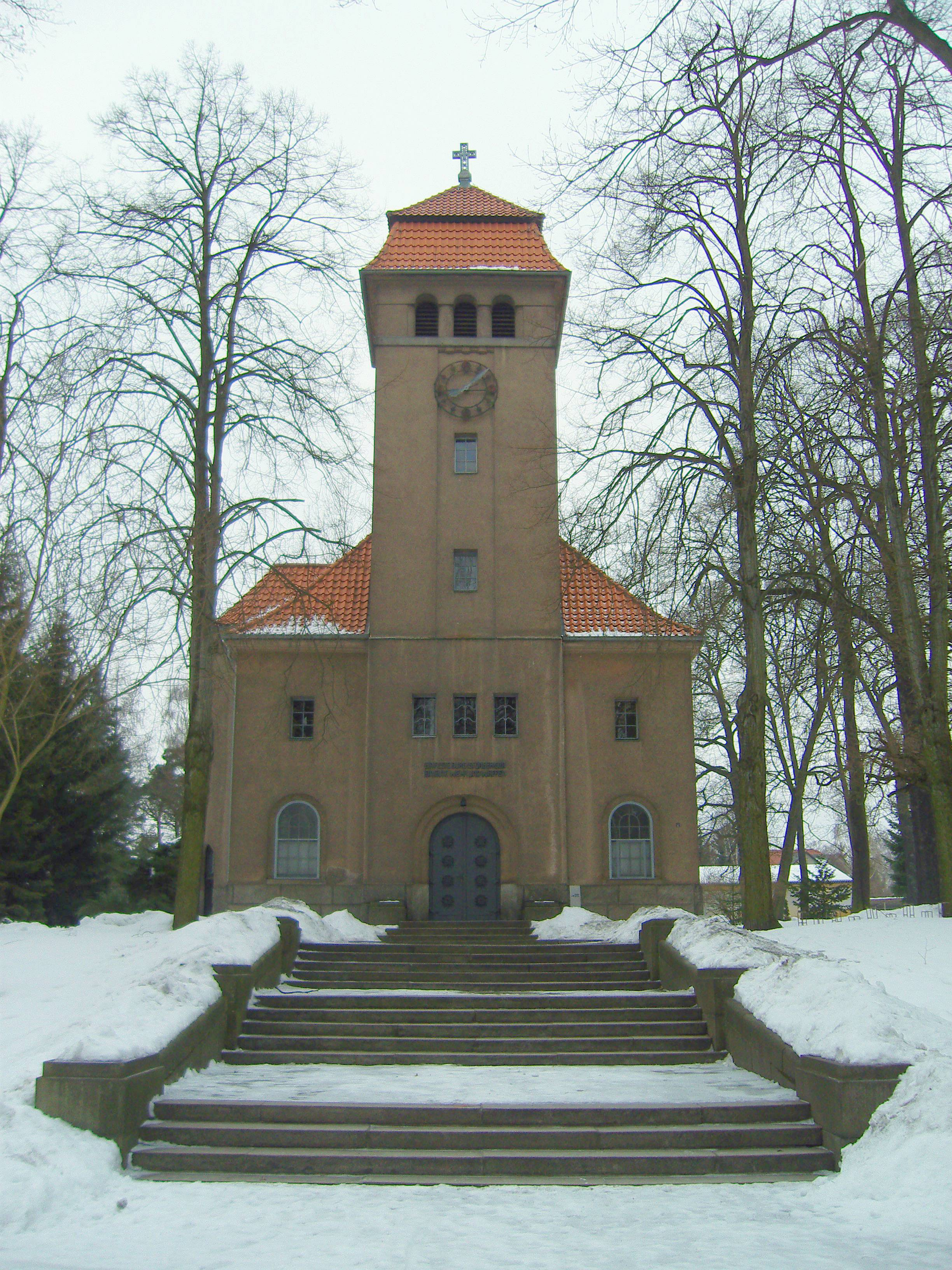
Friedensgedächtnis-
kirche

Die Friedensgedächtniskirche befindet sich in Lauchhammer-Ost. Die Weihe, der in den Jahren 1917 und 1918 errichteten Kirche, erfolgte am 18. November 1917. Unter dem Motto „Kultur erfahren“ ist in der Gegenwart die während des Ersten Weltkrieges erbaute „Friedens-Gedächtnis-Kirche“ kultureller Mittelpunkt des Stadtteils und der Stadt Lauchhammer. Das ursprünglich als Werkskirche und Gedenkstätte errichtete Gebäude wurde nach der Wende zum Tagungs- und Veranstaltungsort umfunktioniert. Neben der Nutzung für Kleintheater, Kabarett und Filmvorführungen, kann die Kirche unter anderem auch noch für Trauungen genutzt werden.

#### Dorfkirche Kostebrau
Die Dorfkirche im Ortsteil Kostebrau wurde in den Jahren von 1906 bis 1907 erbaut. Im Inneren der Kirche befindet sich eine im Jahr 1884 von Wilhelm Sauer geschaffene Orgel, die sich ursprünglich in der evangelischen Dorfkirche von Klettwitz befand.

### Museen

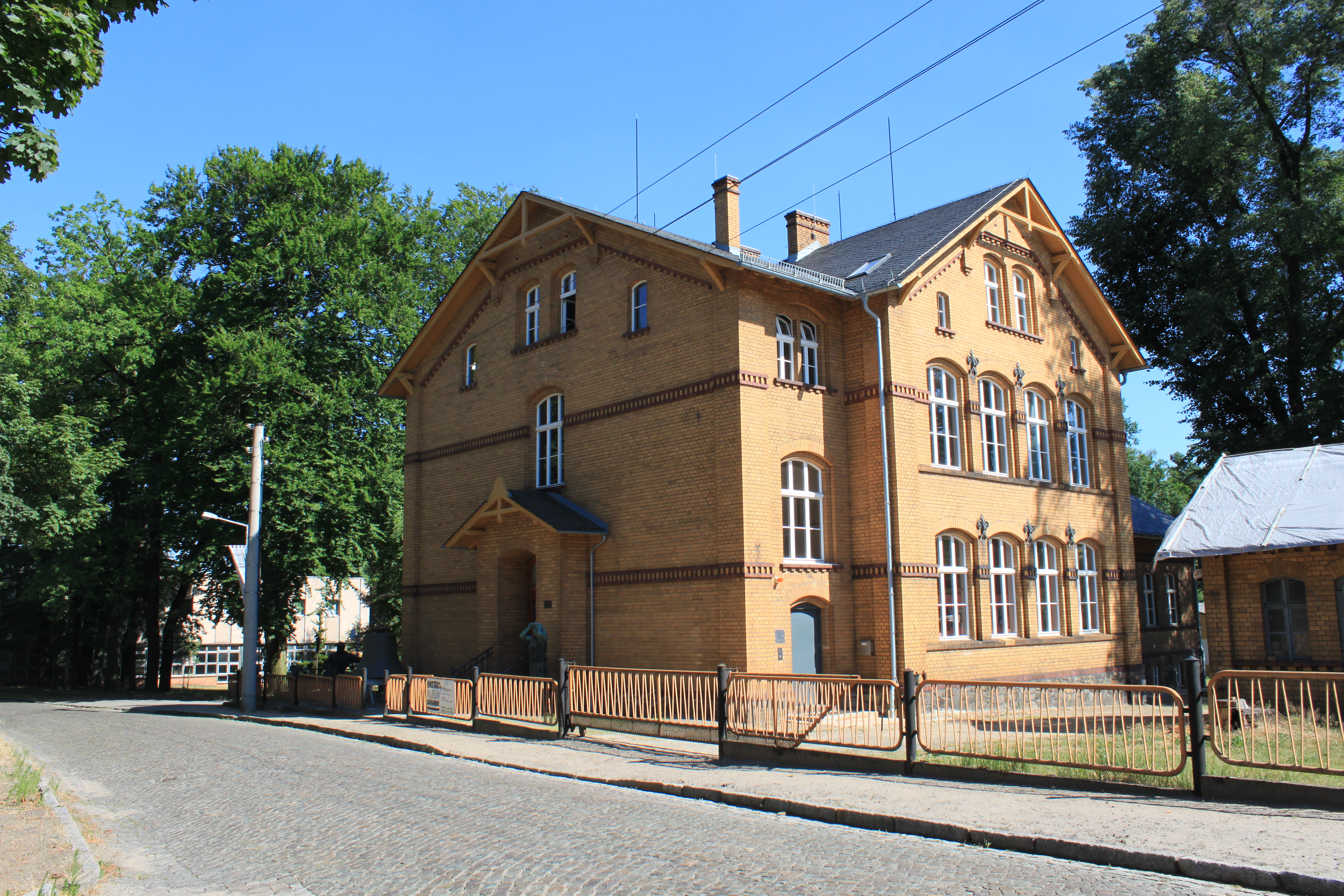
Kunstgussmuseum

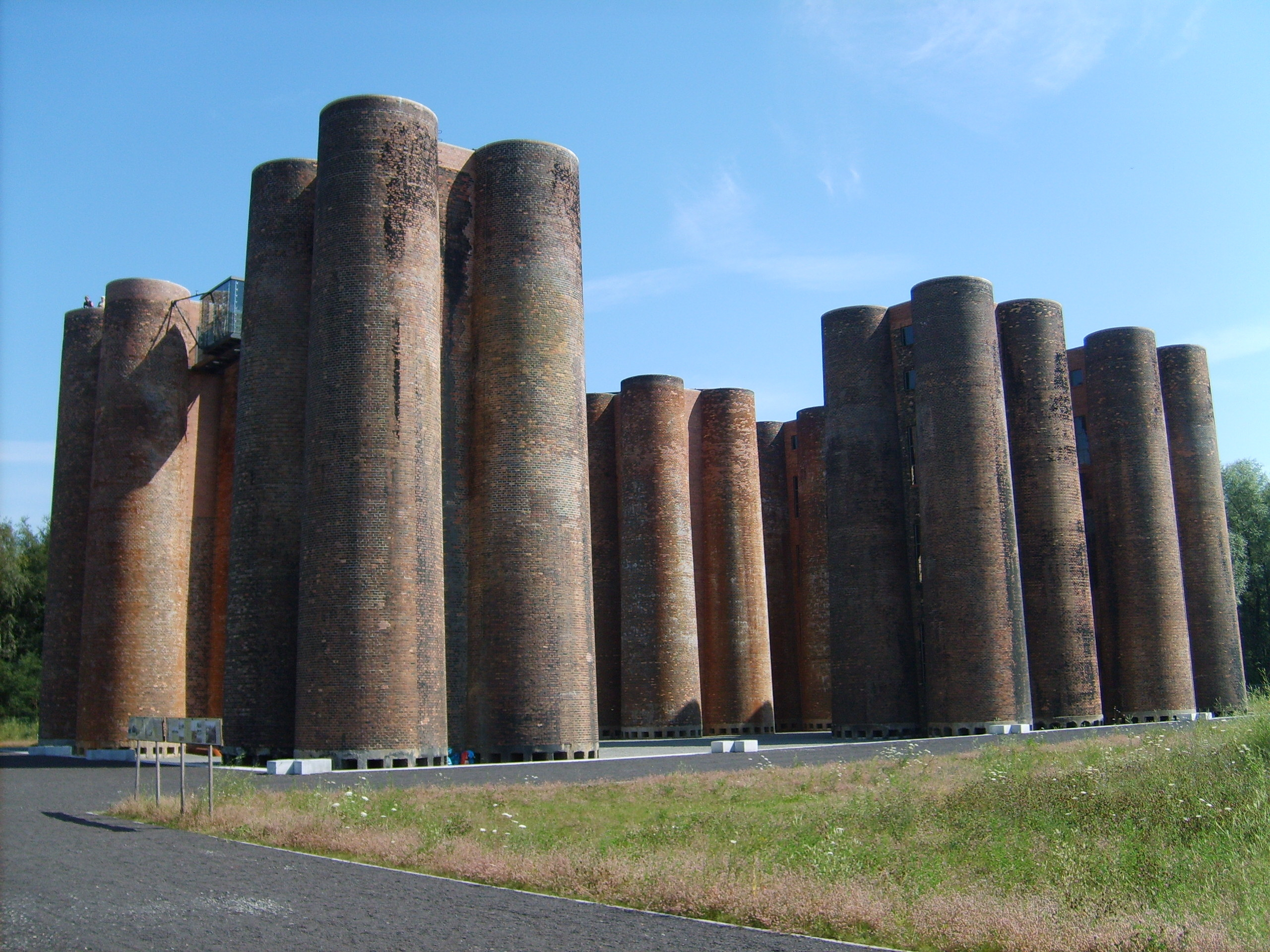
Biotürme in Lauchhammer-West

Das Kunstgussmuseum Lauchhammer informiert über Geschichte, Handwerk und Werke des Kunst- und Glockengusses. Ab 2024 soll das Museum aus Mitteln des Strukturstärkungsgesetzes mit einem ca. 1500 m² großen Anbau deutlich vergrößert werden. Die Friedensgedächtniskirche soll zu einem multifunktionalen Zentrum für Ausstellungen, Konferenzen, Co-Working und einer 3D-Erlebniswelt umgestaltet, das Platzkarree zwischen Museum, Kirche und Kunstgießerei soll komplett neugestaltet werden und u. a. als Außenausstellungsfläche fungieren.
Das Mühlenhofmuseum im Ortsteil Grünewalde gibt einen Einblick in Leben und Arbeit eines Müllers um das Jahr 1900.
Seit Sommer 2008 sind nach Sanierung im Rahmen eines Projekts der Internationalen Bauausstellung (IBA) die letzten Relikte der Koksproduktion, die so genannten Biotürme von 1958, öffentlich zugänglich. In ihnen wurden phenolhaltige Abwässer durch Verrieseln über Schlacke biologisch behandelt. Besucher können einen der bis 2002 genutzten Türme besteigen und über verglaste Aussichtskanzeln weit über das ehemalige Industrieareal schauen. Die industriegeschichtlich einzigartige Anlage wird auch als „Castel del Monte der Lausitz“ bezeichnet.
Im Ortsteil Grünewalde können sich Besucher über die Geschichte der Lausitz sowie historisches Handwerk bei den „Lausitzer Zeitreisen“ informieren. Gezeigt wird eine mittelalterliche Planwagenburg aus dem Jahr 1430. Neben der Planwagenburg befindet sich ein begehbares Wunschsteinlabyrinth.
Heimatstuben gibt es in Lauchhammer-Mitte, Grünewalde und Kostebrau.

### Denkmäler
Ein Neuguss der fünf Meter hohen Skulptur der „Germania“ befindet sich seit dem Jahr 2000 auf dem Marktplatz in Lauchhammer-Mitte. Das Original war 1896 eingeweiht und nach 1946 zerstört worden.

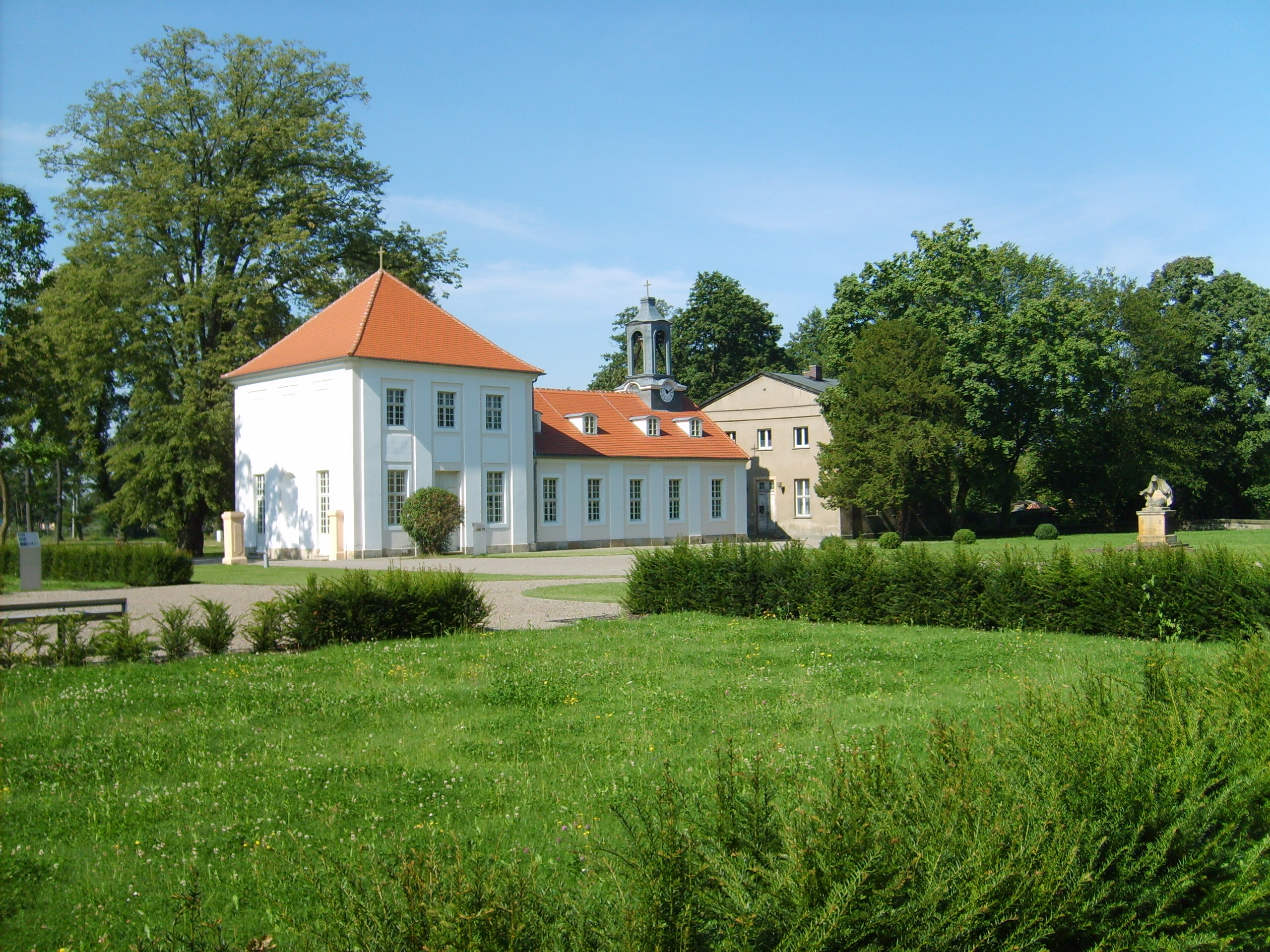
Schlosskirche und Schlosspark in Lauchhammer-West

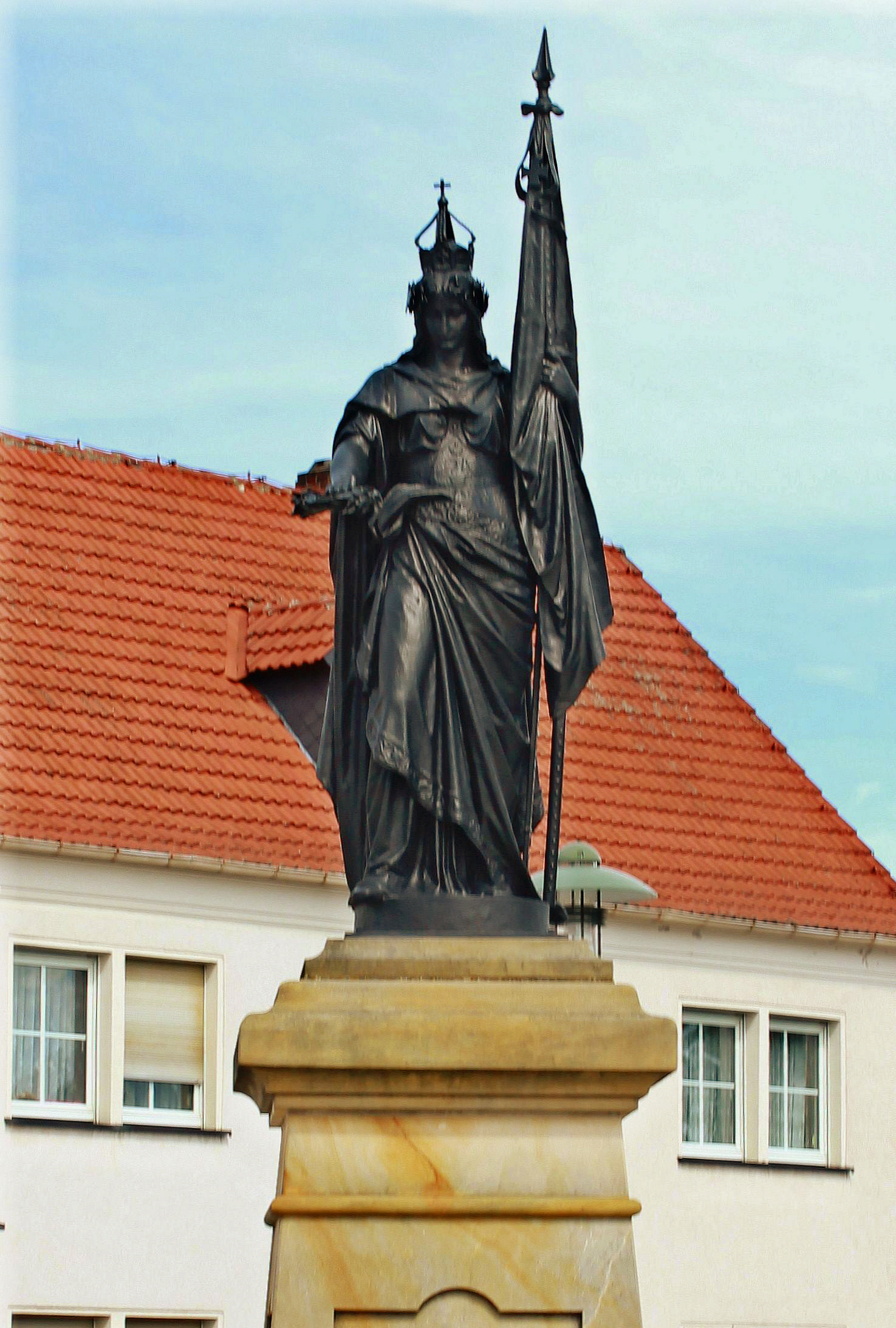
Germania-Denkmal in Lauchhammer-Mitte

Im Schlosspark (auch Volkspark) von Lauchhammer-West erinnert seit 1959 ein Ehrenmal an die Opfer des Faschismus, insbesondere an den Kommunisten Otto Hurraß, der 1934 im KZ Lichtenburg ermordet wurde.

### Parks

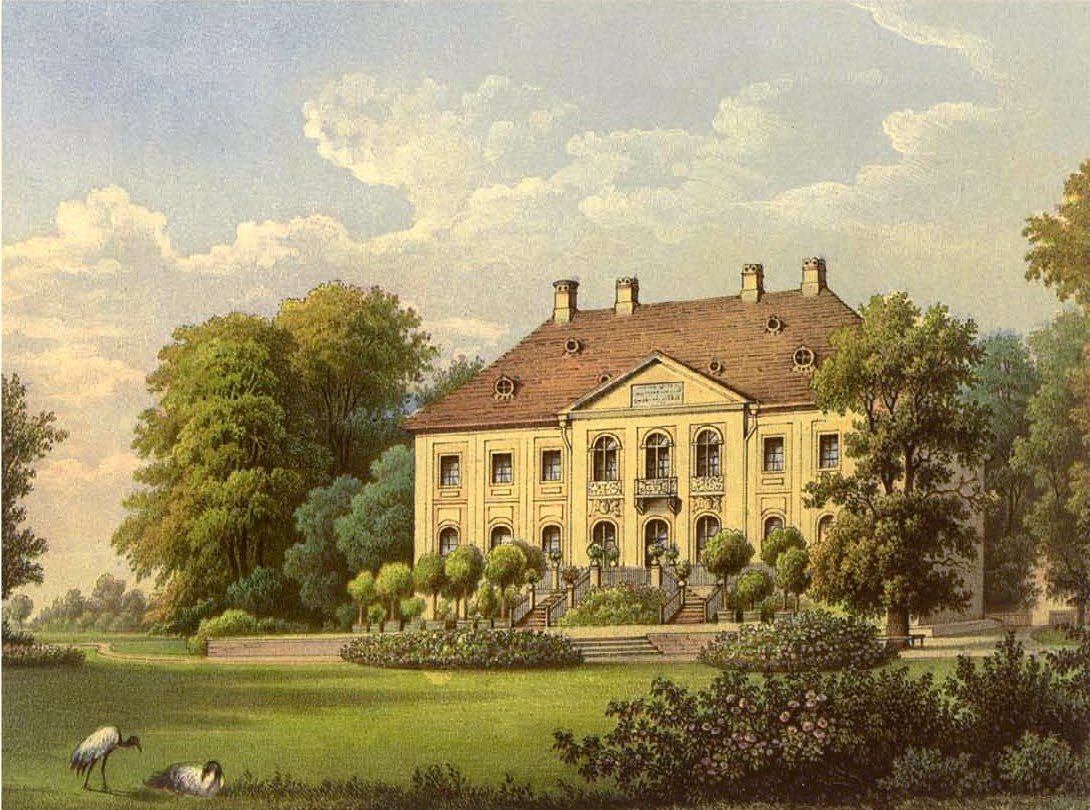
Schloss Mückenberg um 1860, Sammlung Alexander Duncker

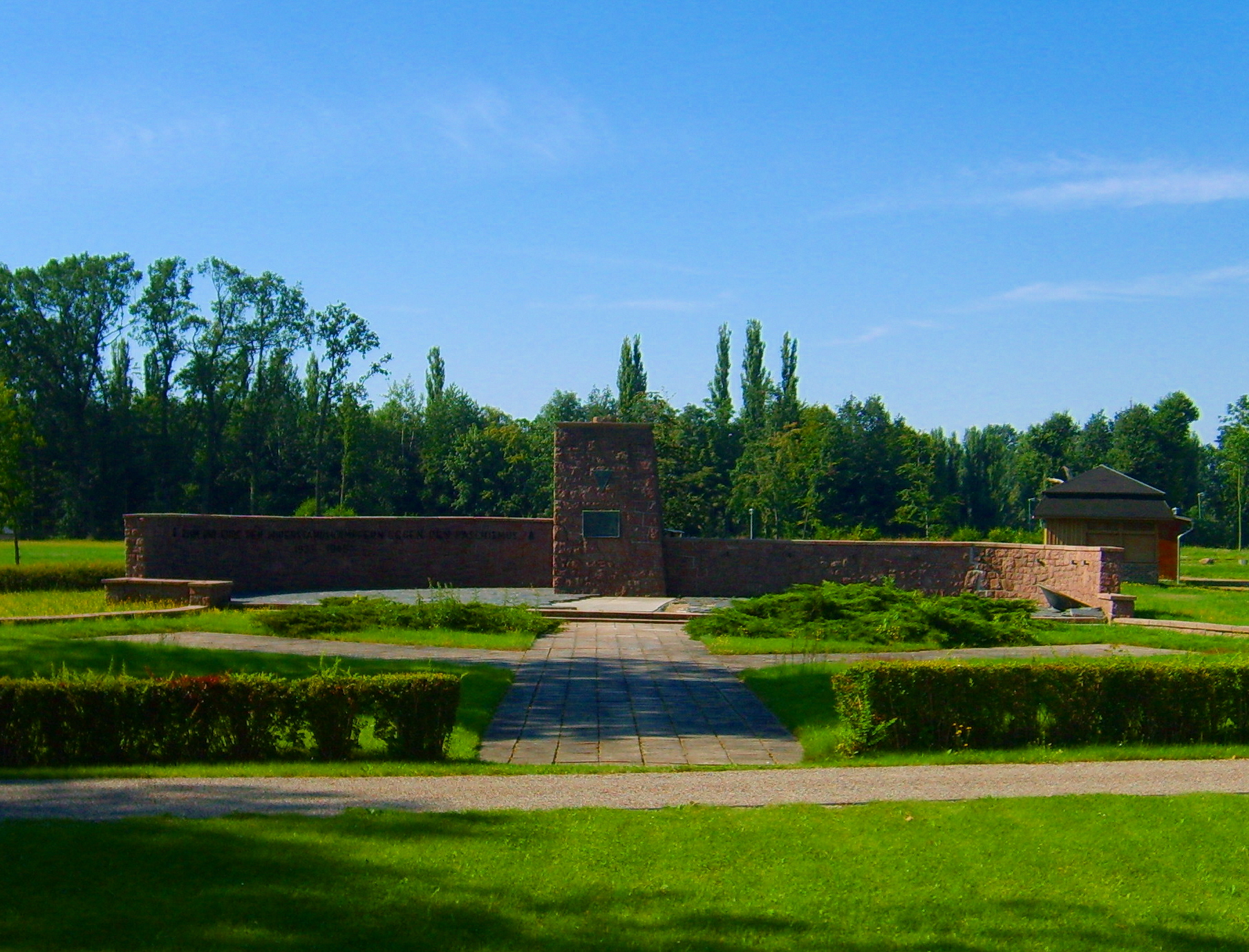
Ehrenmal im Schlosspark Lauchhammer-West

Im Stadtteil Lauchhammer-West befindet sich der unter Denkmalschutz stehende Schlosspark, in dem sich bis 1945 das Schloss Mückenberg befand. Es wurde kurz nach Beendigung des Krieges durch einen Brand vernichtet. Heute befindet sich im Park noch die 1746 errichtete Mückenberger Schlosskirche. Seit 1952 gibt es eine kleine Parkeisenbahn. Anlässlich der 275-Jahr-Feier des Lauchhammerwerkes wurde ein Nachguss der „Frau von Herculaneum“ im Jahr 2000 wieder am alten Standort im Schlosspark aufgestellt.
Im Park finden vereinzelt Open-Air-Konzerte statt. Durch den Orkan Kyrill wurde der Park im Januar 2007 schwer in Mitleidenschaft gezogen. In Neupflanzungen und Wiederaufbau hat die Stadt bis 2010 über eine Million Euro investiert.

### Geschützte Natur
Die Liste der Naturdenkmale in Lauchhammer enthält die Naturdenkmale in Lauchhammer einschließlich der Ortsteile.

### Musik
Von 1987 bis 1993 existierte in Lauchhammer die Rockband Müllerbeat, deren Album Don’t Call Me Müller! 1992 bei Deutsche Schallplatten Berlin veröffentlicht wurde.
Zur Förderung und Unterstützung regionaler Musiker und Bands wurde im Jahre 1992 der Bunt-Rock e. V. gegründet. Der Verein bietet den meist jugendlichen Künstlern Proberäume und Möglichkeiten zur Aufnahme ihrer Musik. Zu den regelmäßig durchgeführten Veranstaltungen zählen die 60er-Jahre-Partys sowie die alljährlichen Straßenfeste.

### Fernsehserie
Im Herbst 2022 wurde bei Arte und im Ersten die Fernsehserie Lauchhammer – Tod in der Lausitz ausgestrahlt, mit Odine Johne und Mišel Matičević in den Hauptrollen und zahlreichen weiteren bekannten Darstellern. In der Krimiserie wird ein Serienmörder gesucht, dessen Opfer junge Frauen sind. Der Regisseur Till Franzen hatte dabei die Handlung nach Lauchhammer und Umgebung versetzt, weil der Ort als Beispiel für eine vom Strukturwandel betroffene Kleinstadt im Herzen der Lausitz steht. Produziert wurde die Serie von Moovie, MDR, RBB, ARD Degeto und Arte. Bürgermeister Mirko Buhr wies auf die Fiktionalität der Serie hin, die keine Dokumentation über das reale Lauchhammer sei. Die Produzenten hätten ihm zuerst versichert, die Serie würde anders heißen. Der Regisseur Tom Müller kritisierte die Darstellung Ostdeutschlands durch die von westdeutschen Regisseuren gedrehte Serie in der FAZ.

## Wirtschaft und Infrastruktur

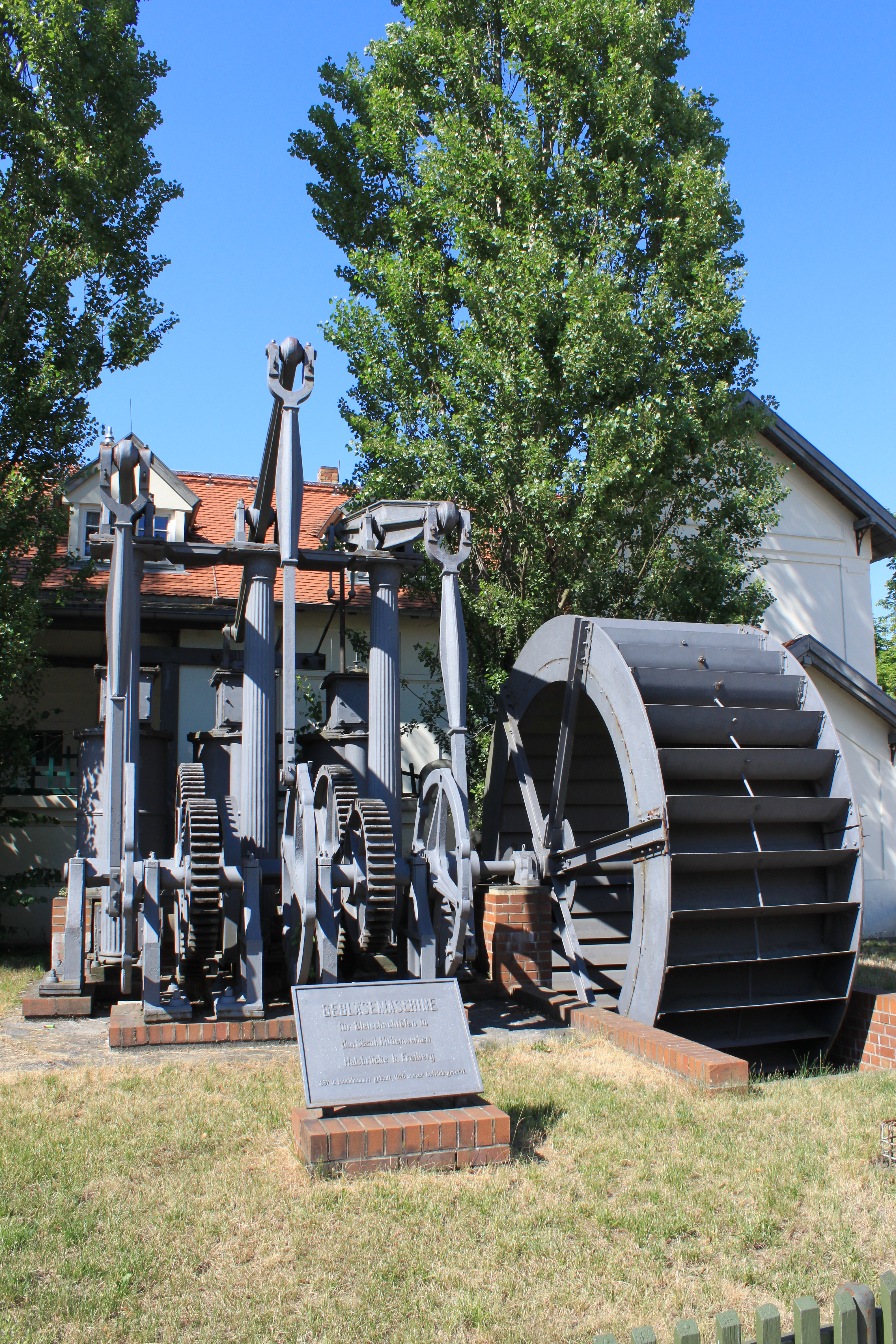
Gebläsemaschine für Bleischachtöfen von 1867

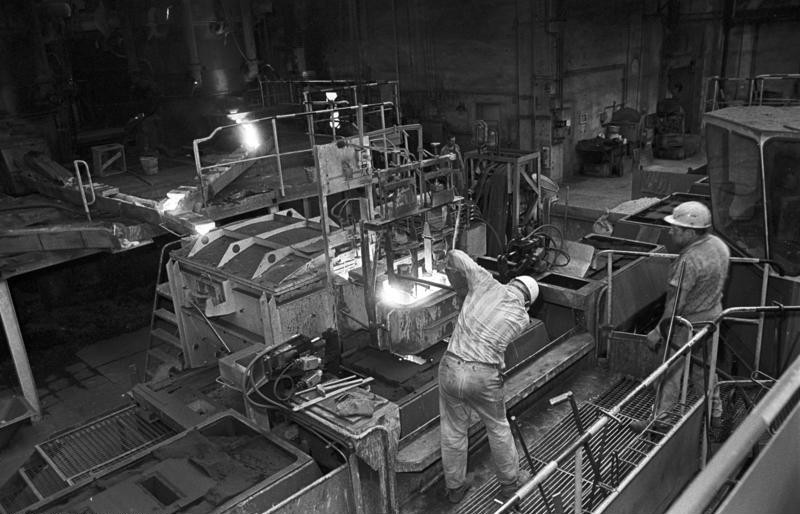
Badewannenguss aus Metall, 1989

Da die gesamte Wirtschaft und Infrastruktur der Stadt an den Braunkohlenabbau in der Lausitz gekoppelt war, hat sich die wirtschaftliche Gesamtsituation der Stadt seit 1989 beträchtlich verschlechtert. Durch die Schließung der Tagebaue, Braunkohlefabriken und der Kokerei verloren mehr als 15.000 Menschen ihren Arbeitsplatz. Lauchhammer hat dadurch seit Jahren eine der höchsten Arbeitslosenquoten der Region.
Erst durch die Ansiedlung neuer Unternehmen konnte diese Entwicklung zum Teil gestoppt werden. Der Wirtschaftsstandort ist einer von 15 regionalen Wachstumskernen im Land Brandenburg. Dadurch werden ausgewählte zukunftsorientierte Branchen gefördert.

### Ansässige Unternehmen
Zu den wichtigsten Unternehmen der Stadt zählen:
- 3 A Kunstguß Lauchhammer GmbH (Glocken- und Kunstgießerei)
- Takraf GmbH, Tagebaugeräte- und Fördertechnik-Anlagenbauer

### Verkehr
Lauchhammer liegt an der Bundesstraße 169 zwischen Elsterwerda und Senftenberg sowie an der Landesstraße 63 zwischen Staupitz und Ortrand. Die nächstgelegene Autobahnanschlussstelle ist Ruhland an der A 13 Berlin–Dresden.
Der Bahnhof Lauchhammer (ehem. Lauchhammer West) liegt an der Bahnstrecke Roßlau–Falkenberg–Hoyerswerda. Er wird von den Linien S 4 (Markkleeberg–Leipzig–Hoyerswerda) der S-Bahn Mitteldeutschland und RB 49 (Falkenberg/Elster–Cottbus) der DB Regio bedient.
Der Zugbetrieb in Lauchhammer wurde erstmals am 15. Oktober 1875 am Bahnhof Lauchhammer Ost der Strecke Ruhland–Lauchhammer Ost aufgenommen. Seit 1962 ist der Personenverkehr an diesem Bahnhof eingestellt.
Im Nachbarort Schwarzheide befindet sich ein Verkehrslandeflugplatz der Kategorie II.
Der innerstädtische Busverkehr umfasst vier Linien (A, B, C, G) mit zentraler Umsteigemöglichkeit am Dietrich-Heßmer-Platz.

### Medien
Die mit Regionalausgaben im Gebiet erscheinende Zeitung ist die Lausitzer Rundschau. 

### Sport

#### Turnen
Das Turnen ist eine Sportart, die sich schon rechtfrühzeitig im heutigen Stadtgebiet von Lauchhammer etabliert hatte. Bereits im August des Jahres 1893 hatte sich in Bockwitz der bürgerliche Turnverein „Edelweiß“ gegründet. Zwei Jahre später erfolgte in der Brunnenstraße die Einrichtung eines ersten Turnplatzes und in der Folgezeit sollte sich der Turnsport zu einem festen Bestandteil des Sports im Mückenberger Ländchen entwickeln. Weitere erwähnenswerte Vereine des Ländchens waren hier in der Anfangszeit der Männerturnverein, kurz MTV, Bockwitz „Gut Heil“, der 1908 gegründete Arbeiterturnverein Bockwitz und die „Freie Turnerschaft“ Kleinleipisch. Eine erste Turnhalle, welche durch den Umbau einer Scheune entstand, die bereits zuvor für den Turnsport genutzt wurde, gab es im Jahre 1907 auf dem Anwesen des Gasthauses „Goldener Löwe“ (heute Bürgerhaus) in Bockwitz. Nachdem man 1922 mit etwa 100 Sportlern beim 1. Bundesfest des Arbeiter-Turn- und Sportbundes (ATSB) in Leipzig teilgenommen hatte, wurde nun in Bockwitz das „1. Bezirksturn- und Sportfest“ ausgetragen. Wettkämpfe und andere sportliche Veranstaltungen wurden im Verlaufe dessen aber auch in den anderen Nachbargemeinden im Ländchen (Mückenberg, Dolsthaida, Nauendorf, Kleinleipisch) durchgeführt. Bedingt durch den Zweiten Weltkrieg kam der Turnsport schließlich einige Zeit zum Erliegen.
Nach der im August 1945 erfolgenden Wiederaufnahme des Turnsports in Lauchhammer entwickelte dieser sich zur Talenteschmiede für den Leistungssport in der DDR. Neben zahlreichen Titeln im Jugendbereich, errangen Sportler, die in Lauchhammer ihre sportliche Karriere begannen, zahlreiche nationale und internationale Titel. Die erfolgreiche Tradition des Lauchhammeraner Turnsports wird seit 1992 durch den Turn- und Gymnastikverein Lauchhammer 92, kurz TGV 92, fortgeführt, welcher aus der Sektion Turnen, der BSG Aktivist Lauchhammer hervorging.

#### Basketball
Lauchhammer hatte zu Zeiten der DDR einen Ruf als Basketballhochburg. Der heutige Verein Basketball-Gemeinschaft (BG) Lauchhammer 1950 ging aus der Sektion Basketball der ehemaligen Betriebssportgemeinschaft Motor Lauchhammer Ost hervor, die 1950 gegründet wurde. Die Mannschaft spielte in der DDR-Basketball-Oberliga.
Die Lauchhammeraner Basketballer konnten nach 1990 nicht an alte Erfolge anknüpfen. Die Herrenmannschaft spielt zurzeit (Stand: 2019) in der Brandenburger Oberliga, während die Damenmannschaft nach dem Aufstieg in die 2. Regionalliga Nord vom Spielbetrieb der Saison 2007/2008 zurückgezogen wurde. Nach erneuter Gründung einer Damenmannschaft wurde die Saison 2012/2013 mit dem Meistertitel der Oberliga Brandenburg abgeschlossen. In den letzten Jahren konnte der Verein mehr als 50 Meistertitel im Erwachsenen- und Nachwuchsbereich erkämpfen und ist damit nach wie vor einer der erfolgreichsten Brandenburger Basketballvereine.

#### Fußball
Der FC Lauchhammer spielt in der Saison 2024/25 in der Landesliga Süd Brandenburg, in die die Mannschaft in der Vorsaison aufgestiegen war.

#### American Football
2019 wurde der Verein Lauchhammer Miners gegründet.

#### Feldhockey
Der Hockey Club Lauchhammer 1953 hat aktive Mannschaften zwischen U10 und alten Herren.

### Bildung
In Lauchhammer bestehen folgende Bildungseinrichtungen:
- Europaschule Lauchhammer (Grundschule)
- Gartenschule Lauchhammer-West (Grundschule)
- Waldschule Lauchhammer-Ost (Grundschule)
- Oberschule Am Wehlenteich
- Abteilung 3 des Oberstufenzentrums Lausitz
- HEC Bildungsakademie

## Persönlichkeiten

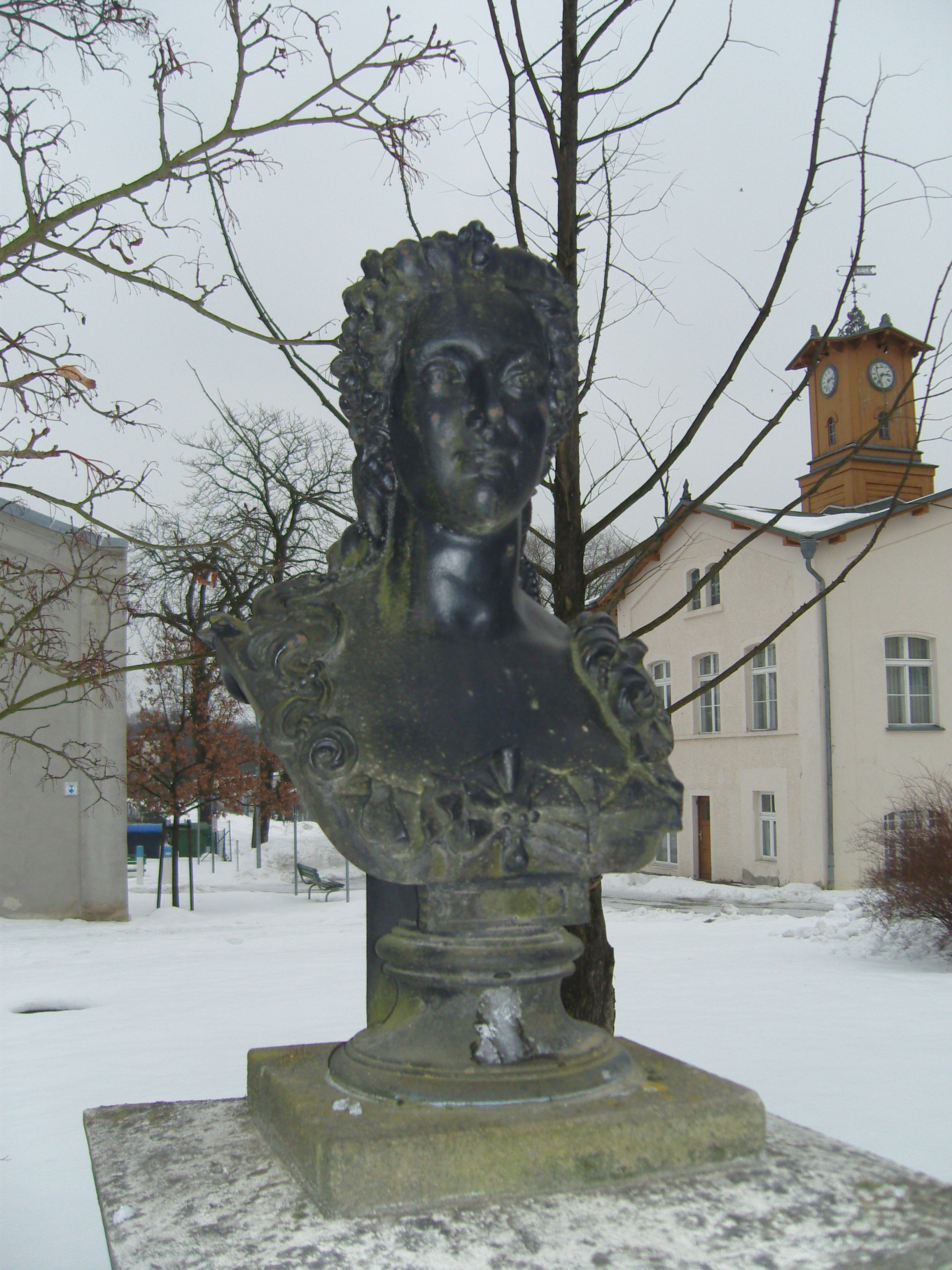
Büste der Benedicta Margareta Freifrau von Löwendal in Lauchhammer

Ehrenbürger von Lauchhammer sind der Heimatforscher Rudolf Armer (1916–1994), der den Ehrenbürgerbrief unter anderem für seine Erforschung der Stadtgeschichte im Jahre 1993 erhielt sowie der Naturschützer Werner Blaschke (* 1932). Blaschke erhielt den Ehrenbürgerbrief im Jahre 1999 für seine jahrzehntelange Naturschutzarbeit.
Eng mit Lauchhammer verbunden ist der Name der Benedicta Margareta Freifrau von Löwendal (1683–1776), da sie durch ihr hiesiges Wirken erst die Grundlagen für die heute bestehende Stadt Lauchhammer im Mückenberger Ländchen schuf. Die Ehefrau des sächsischen Oberhofmarschalls Woldemar von Löwendal (1660–1740) verlegte im Jahre 1716 ihren Wohnsitz von Dresden nach Mückenberg. Die Freifrau von Löwendal schuf 1725 mit der Gründung eines Hammerwerkes, eben des Lauchhammerwerkes, die Grundlage für die weitere Entwicklung der Stadt. Sie wurde damit zu einer der ersten Unternehmerinnen der Niederlausitz. Über 51 Jahre wirkte die Freifrau, die auch im Besitz der Herrschaft Saathain war, in der Region.
Als sie 1776 in Mückenberg verstarb, vererbte die Adlige ihren Besitz ihrem Patenkind Detlev Carl Graf von Einsiedel (1737–1810). Der Politiker trat als Unternehmer in die Fußstapfen der Freifrau von Löwendal. Durch sein Engagement trieb er die Entwicklung der Eisenverarbeitung und des Kunstgusses in Lauchhammer weiter voran. Im Auftrag von Detlev Carl von Einsiedel gelang es zum Beispiel Thaddäus Ignatius Wiskotschill und Joseph Mattersberger im Jahre 1784 eine in Wachs ausgegossene antike Figur einer Bacchantin in Eisen zu gießen. Dem Grafen folgte sein Sohn Detlev von Einsiedel (1773–1863). Auch er wurde Politiker und zu einem erfolgreichen Eisenhüttenunternehmer. Zwei weitere Persönlichkeiten der örtlichen Eisenindustrie waren Johann Friedrich Trautschold (1773–1842), seines Zeichens Oberfaktor, Hüttenmeister und Unternehmenschronist am Eisenwerk sowie der in Bockwitz geborene Traugott Leberecht Hasse (1775–1853). Der Montanwissenschaftler hatte einst seine praktische Ausbildung im gräflich-einsiedelschen Hüttenwerk Lauchhammer erhalten.
Als kulturschaffende Persönlichkeiten hatten sich unter anderem der Schauspieler Wilhelm Gröhl (1916–1985), der populäre Kinder- und Jugendbuchautor Benno Pludra (1925–2014), der „Schradenmaler“ Walter Besig (1869–1950) sowie die Schauspieler Gunter Sonneson (* 1943), Petra Kalkutschke (* 1961) und Thomas Gumpert (1952–2021) einen Namen gemacht. Siegfried Krepps (1930–2013) bildhauerischen, stadtgeschichtlich und oft sehr bedeutenden Arbeiten im öffentlichen Raum sind an zahlreichen Plätzen Berlins und anderer Städte zu finden. Der Kleinleipischer Lehrer Otto Bornschein (1866–1936) gilt als einer der Begründer der regionalen Heimatforschung im einstigen Landkreis Liebenwerda. Sein Grabstein befindet sich in der Nähe des Bahnhofs auf dem Gelände des ehemaligen Friedhofs in Lauchhammer-West. Und als Gartenhistoriker, -denkmalpfleger und Genealoge hat der in Lauchhammer geborene Alexander Niemann (* 1953) zahlreiche Publikationen veröffentlicht. Als Musiker hatte sich vor allem der Lauchhammeraner Künstler Ecki Lipske (* 1961) als Gitarrist der zu DDR-Zeiten populären Rockband electra hervorgetan.
Auch als Sportstadt brachte und bringt bis heute Lauchhammer zahlreiche erfolgreiche Namen hervor. Im Turnen waren Sportler, wie Alex Niemann (1911–1964, mehrfacher Gaumeister und Bronze-Medaillengewinner bei den Ostzonenmeisterschaften im Turnen 1949), Heinz-Otto Werner (mehrfacher DDR-Meister 1953/1954), Magdalena Schmidt (Bronzemedaillen-Gewinnerin bei den Olympischen Sommerspielen 1968), Bernd Schiller (* 1948, Bronzemedaillen-Gewinner mit der DDR-Mannschaft bei den Weltmeisterschaften 1970), Annelore Zinke (* 1968), Weltmeisterin am Stufenbarren 1974 und Jana Fuhrmann (* 1968, Bronzemedaillen-Gewinnerin mit der DDR-Mannschaft bei den Weltmeisterschaften 1985) erfolgreich. Im Fußball waren es zum Beispiel die DDR-Oberliga-Spieler Bernd Deutschmann (* 1953), Bernd Müller (* 1955) und Svend Fochler (* 1966). Erfolgreiche aus Lauchhammer stammende Boxer waren Achim Brauske (* 1943, Bronzemedaille bei der Europameisterschaft 1971 im Mittelgewicht), Mario Veit (* 1973, Profi) und Stefan Härtel (* 1988, Profi). Annett Neumann (* 1970) war als Bahnradrennfahrerin erfolgreich und im Basketball wurde Sabine Loewe-Hannatzsch (* 1982) Nationalspielerin.
Der in Ortrand geborene Bahnradsportler Lutz Heßlich begann seine Karriere 1968 bei der BSG Aktivist Lauchhammer und gewann 1980 und 1988 bei Olympia Gold.

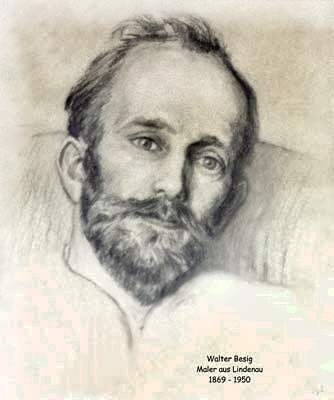
Walter Besig, gemalt von seiner Frau Mary Lloyd
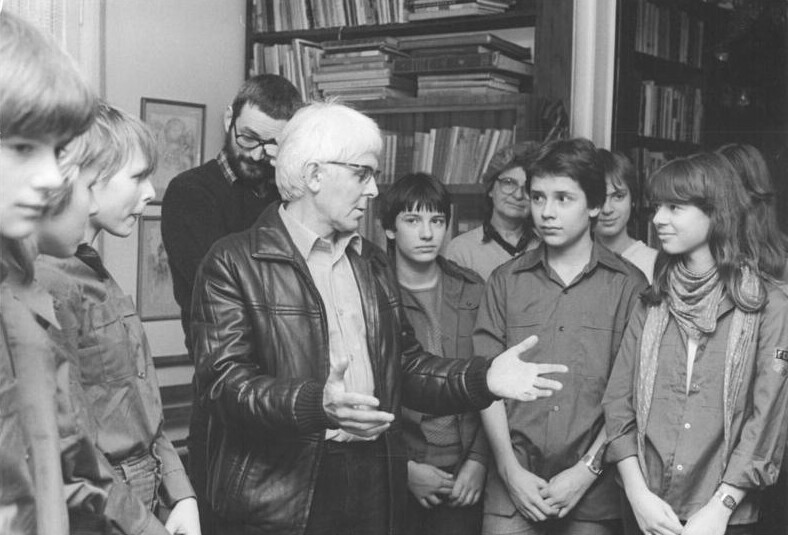
Jugendstunde mit Benno Pludra (1984)
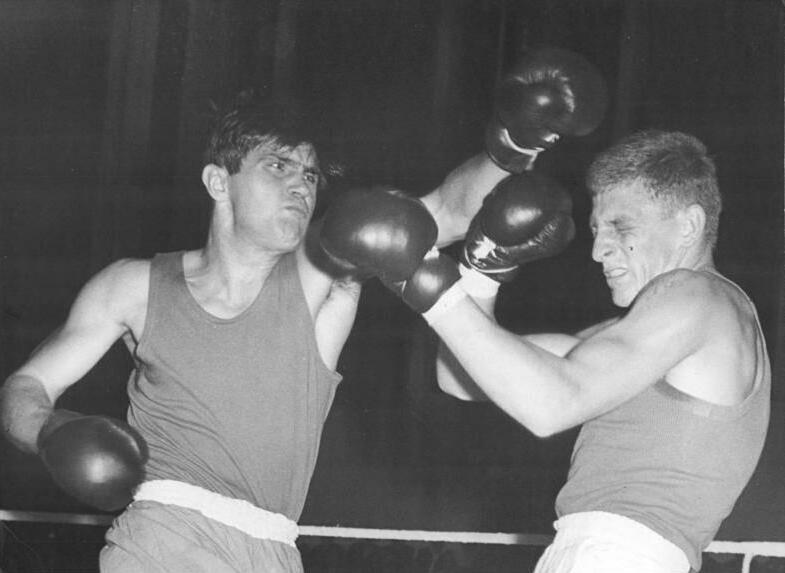
Hans-Joachim Brauske (rechts) bei einem internationalen Boxturnier in Berlin (1963)
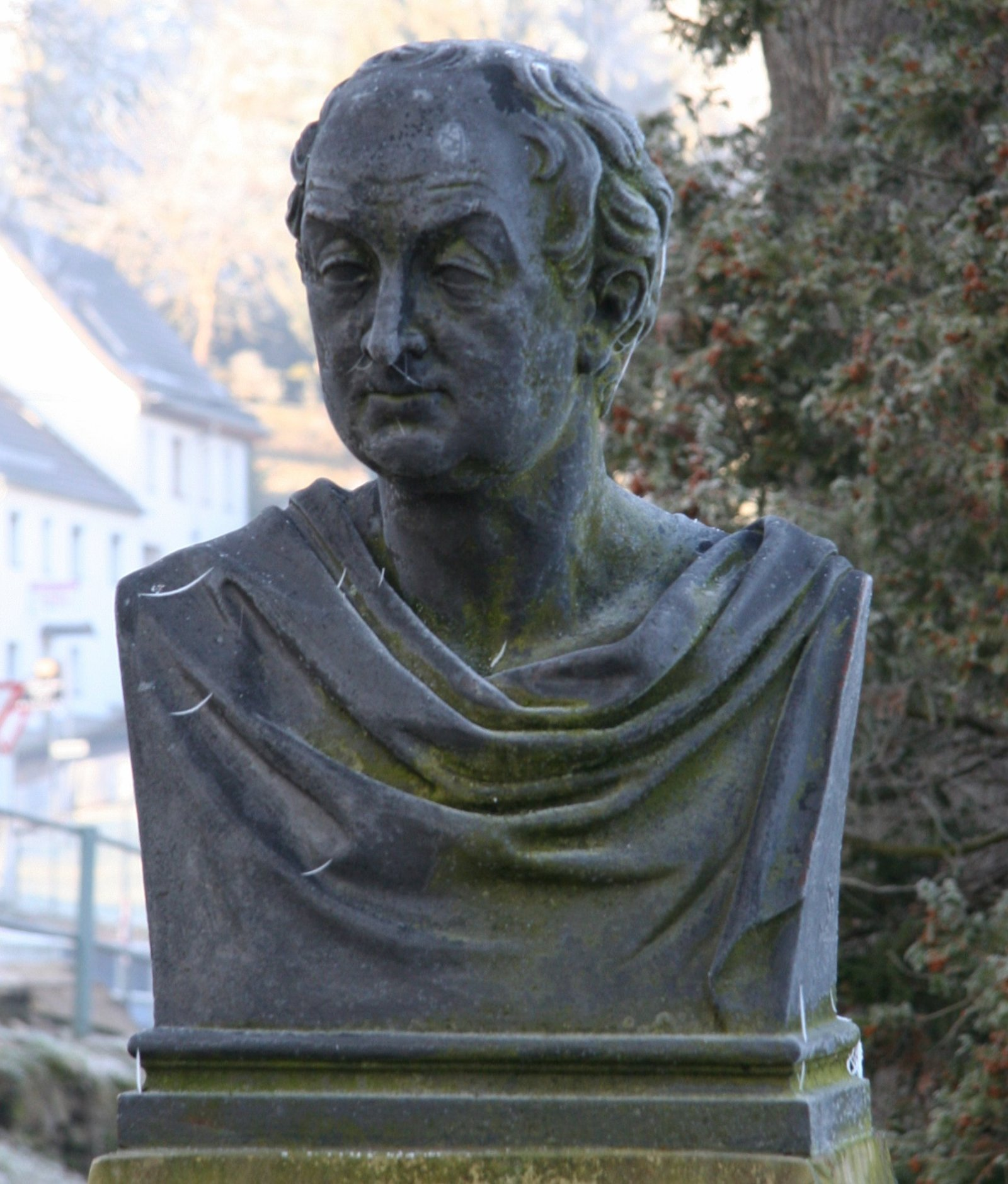
Büste von Detlev Carl Graf von Einsiedel
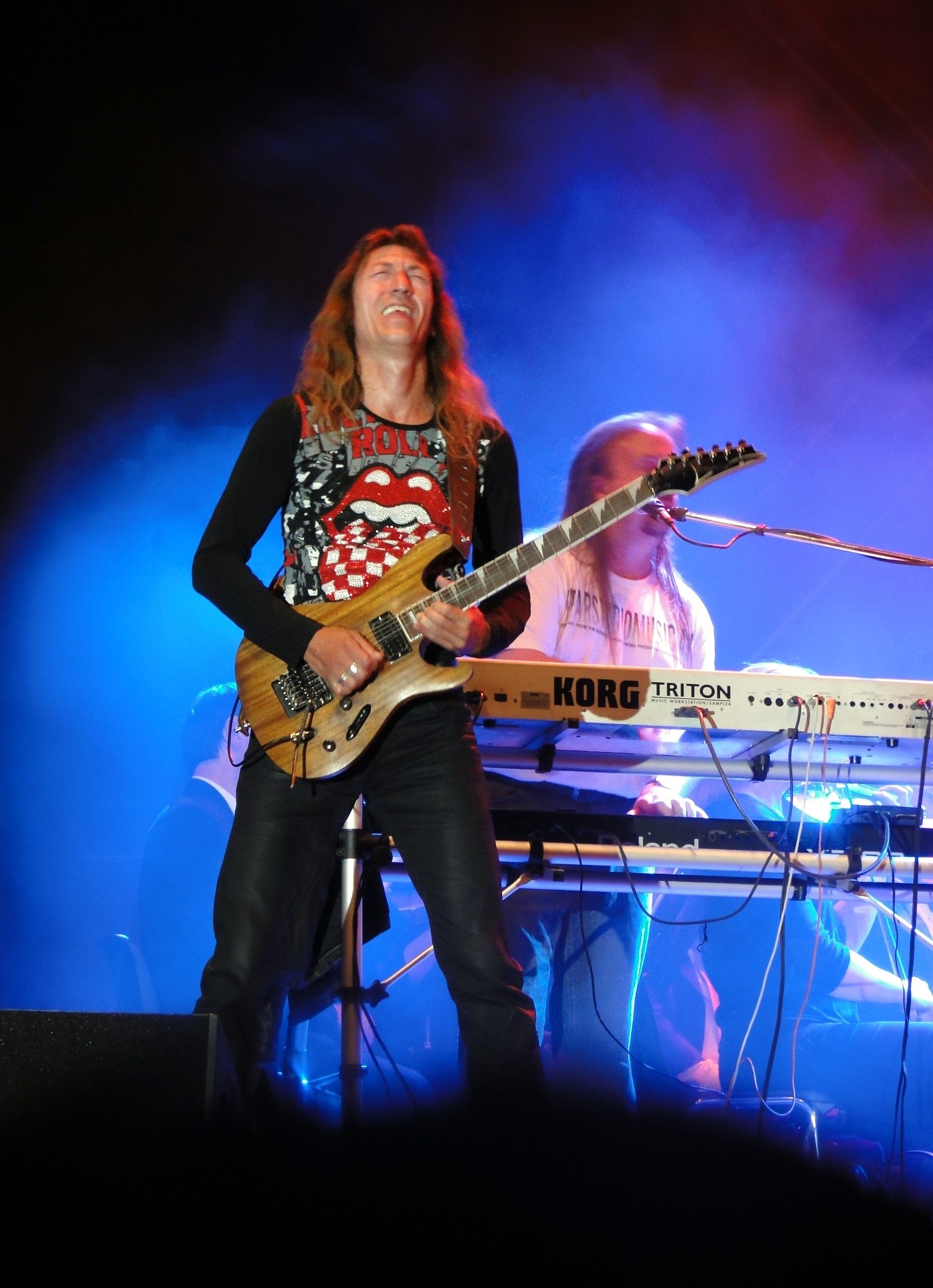
Ecki Lipske bei einem Electra-Auftritt (2009)
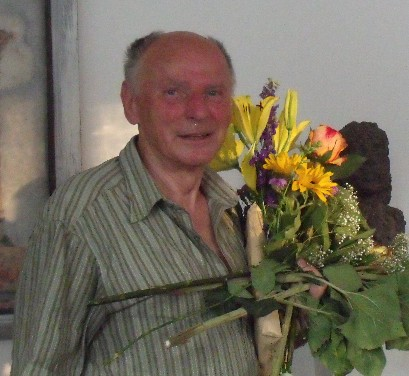
Siegfried Krepp (2010)